# Campeonato Brasileiro de Futebol de 2025 - Série D
A Série D do Campeonato Brasileiro de Futebol de 2025 é a 17.ª edição da competição de futebol profissional equivalente à quarta divisão no Brasil. Esta edição está sendo disputada por 64 equipes classificadas através de competições organizadas pelas 27 federações estaduais.

## Critérios de classificação
As 64 equipes participantes da competição são distribuídas da seguinte forma:
- Os quatro rebaixados da Série C do ano anterior;
- O 1.º colocado no Ranking Nacional das Federações (RNF) tem direito a 4 vagas (São Paulo);
- Do 2.º ao 9.º colocados têm direito a 3 vagas cada (Rio de Janeiro, Rio Grande do Sul, Minas Gerais, Paraná, Ceará, Goiás, Santa Catarina e Bahia);
- Do 10.º ao 23.º colocados no RNF têm direito a 2 vagas cada (Pernambuco, Alagoas, Mato Grosso, Pará, Rio Grande do Norte, Maranhão, Amazonas, Paraíba, Sergipe, Piauí, Distrito Federal, Espírito Santo, Acre e Tocantins);
- Os demais estados (do 24º ao 27º) têm direito a apenas uma vaga cada (Roraima, Rondônia, Mato Grosso do Sul e Amapá).

Os 60 clubes são classificados por meio dos Campeonatos Estaduais, geralmente da primeira divisão e excluindo os participantes das divisões nacionais superiores (das séries A, B e C), bem como outros torneios realizados por algumas federações durante o ano (Copas estaduais). Em caso de desistência, há a substituição por um clube da mesma federação (melhor classificado). Porém, se o estado da vaga desistente não indicar nenhum outro representante, a vaga é repassada a outra UF, seguindo a classificação no Ranking de Federações, de maneira sucessiva. Em algumas UFs, no entanto, destinam vagas adicionais somente para a Copa do Brasil para a temporada seguinte. Por esta razão, são realizados alguns torneios paralelos de modo a definir seu(s) representante(s) na Série D. Desde a edição de 2016, por conta de ajustes no regulamento feitos pela CBF, os campeonatos e seletivas (copas) estaduais de um ano classificam suas equipes para as competições nacionais do ano seguinte.

## Formato de disputa
- Primeira fase: As 64 equipes são divididas em oito grupos com 8 clubes cada, seguindo a distribuição geográfica e jogando entre si em turno e returno, totalizando 14 rodadas. Os quatro primeiros colocados de cada grupo se classificam para a fase seguinte;
- Segunda fase: É disputada pelas 32 equipes classificadas da primeira fase, em sistema eliminatório (em partidas de ida e volta);
- Demais fases: São disputadas em partidas eliminatórias de ida e volta. Os semifinalistas garantem o acesso para a Série C de 2026.[2]

## Participantes
| Equipe              | Cidade               | Estado | Como se classificou                  | Estádio (mando)          | Capacidade | Títulos        |
| ------------------- | -------------------- | ------ | ------------------------------------ | ------------------------ | ---------- | -------------- |
| Água Santa          | Diadema              | SP     | 3.º melhor colocado do Estadual 2024 | Distrital do Inamar      | 10 000     | 0 (não possui) |
| Águia de Marabá     | Marabá               | PA     | 2.º melhor colocado do Estadual 2024 | Zinho de Oliveira        | 5 000      | 0 (não possui) |
| Altos               | Altos                | PI     | Campeão do Estadual 2024             | Albertão                 | 52 296     | 0 (não possui) |
| América de Natal    | Natal                | RN     | Melhor colocado do Estadual 2024     | Arena das Dunas          | 32 050     | 1 (2022)       |
| Aparecidense        | Aparecida de Goiânia | GO     | 18.º colocado da Série C 2024        | Annibal Batista          | 5 000      | 1 (2021)       |
| ASA                 | Arapiraca            | AL     | Melhor colocado do Estadual 2024     | Fumeirão                 | 15 332     | 0 (não possui) |
| Azuriz              | Pato Branco          | PR     | 2.º melhor colocado do Estadual 2024 | Pioneiros                | 1 500      | 0 (não possui) |
| Barcelona de Ilhéus | Ilhéus               | BA     | Melhor colocado do Estadual 2024     | Mário Pessoa             | 7 000      | 0 (não possui) |
| Barra-SC            | Balneário Camboriú   | SC     | Melhor colocado do Estadual 2024     | Arena Barra FC           | 5 500      | 0 (não possui) |
| Boavista-RJ         | Saquarema            | RJ     | 2.º melhor colocado do Estadual 2024 | Elcyr Resende            | 2 058      | 0 (não possui) |
| Brasil de Pelotas   | Pelotas              | RS     | 2.º melhor colocado do Estadual 2024 | Bento Freitas            | 12 314     | 0 (não possui) |
| Capital-DF          | Paranoá              | DF     | Vice-campeão do Metropolitano 2024   | JK                       | 6 000      | 0 (não possui) |
| Ceilândia           | Ceilândia            | DF     | Campeão do Metropolitano 2024        | Abadião                  | 4 200      | 0 (não possui) |
| Central             | Caruaru              | PE     | 2.º melhor colocado do Estadual 2024 | Lacerdão                 | 19 478     | 0 (não possui) |
| Cianorte            | Cianorte             | PR     | 3.º melhor colocado do Estadual 2024 | Albino Turbay            | 4 000      | 0 (não possui) |
| FC Cascavel         | Cascavel             | PR     | Melhor colocado do Estadual 2024     | Olímpico Regional        | 28 125     | 0 (não possui) |
| Ferroviário         | Fortaleza            | CE     | 19.º colocado da Série C 2024        | Presidente Vargas        | 20 268     | 2 (2018, 2023) |
| GAS                 | Boa Vista            | RR     | Campeão do Estadual 2024             | Canarinho                | 4 556      | 0 (não possui) |
| Gazin Porto Velho   | Porto Velho          | RO     | Campeão do Estadual 2024             | Aluizão                  | 5 000      | 0 (não possui) |
| Goianésia           | Goianésia            | GO     | 3.º melhor colocado do Estadual 2024 | Valdeir José de Oliveira | 6 000      | 0 (não possui) |
| Goiânia             | Goiânia              | GO     | Melhor colocado do Estadual 2024     | Olímpico                 | 13 500     | 0 (não possui) |
| Goiatuba            | Goiatuba             | GO     | 2.º melhor colocado do Estadual 2024 | Divinão                  | 6 000      | 0 (não possui) |
| Guarany de Bagé     | Bagé                 | RS     | Melhor colocado do Estadual 2024     | Estrela D'Alva           | 10 000     | 0 (não possui) |
| Horizonte           | Horizonte            | CE     | 3.º melhor colocado do Estadual 2024 | Domingão                 | 10 500     | 0 (não possui) |
| Humaitá             | Porto Acre           | AC     | Vice-campeão do Estadual 2024        | Arena da Floresta        | 13 784     | 0 (não possui) |
| Iguatu              | Iguatu               | CE     | 2.º melhor colocado do Estadual 2024 | Morenão                  | 3 300      | 0 (não possui) |
| Imperatriz          | Imperatriz           | MA     | 2.º melhor colocado do Estadual 2024 | Frei Epifânio            | 10 000     | 0 (não possui) |
| Independência       | Rio Branco           | AC     | Campeão do Estadual 2024             | Arena da Floresta        | 13 784     | 0 (não possui) |
| Inter de Limeira    | Limeira              | SP     | Melhor colocada do Estadual 2024     | Limeirão                 | 18 000     | 0 (não possui) |
| Itabirito           | Itabirito            | MG     | 2.º melhor colocado do Estadual 2024 | Castor Cifuentes         | 5 160      | 0 (não possui) |
| Jequié              | Jequié               | BA     | 2.º melhor colocado do Estadual 2024 | Waldomirão               | 5 000      | 0 (não possui) |
| Joinville           | Joinville            | SC     | 3.º melhor colocado do Estadual 2024 | Arena Joinville          | 22 400     | 0 (não possui) |
| Juazeirense         | Juazeiro             | BA     | 3.º melhor colocado do Estadual 2024 | Adautão                  | 8 000      | 0 (não possui) |
| Lagarto             | Lagarto              | SE     | 2.º melhor colocado do Estadual 2024 | Barretão                 | 5 000      | 0 (não possui) |
| Luverdense          | Lucas do Rio Verde   | MT     | 2.º melhor colocado do Estadual 2024 | Passo das Emas           | 10 000     | 0 (não possui) |
| Manauara            | Manaus               | AM     | 2.º melhor colocado do Estadual 2024 | Colina                   | 10 141     | 0 (não possui) |
| Manaus              | Manaus               | AM     | Melhor colocado do Estadual 2024     | Colina                   | 10 141     | 0 (não possui) |
| Maracanã-CE         | Maracanaú            | CE     | Melhor colocado do Estadual 2024     | Almir Dutra              | 5 000      | 0 (não possui) |
| Maranhão            | São Luís             | MA     | Melhor colocado do Estadual 2024     | Castelão                 | 40 149     | 0 (não possui) |
| Marcílio Dias       | Itajaí               | SC     | 2.º melhor colocado do Estadual 2024 | Gigantão das Avenidas    | 6 010      | 0 (não possui) |
| Maricá              | Maricá               | RJ     | Campeão da Copa Rio 2024             | João Saldanha            | 2 000      | 0 (não possui) |
| Mixto               | Cuiabá               | MT     | 3.° colocado do Estadual 2024        | Dutrinha                 | 7 500      | 0 (não possui) |
| Monte Azul          | Monte Azul Paulista  | SP     | Campeão da Copa Paulista 2024        | Ninho do Azulão          | 13 100     | 0 (não possui) |
| Nova Iguaçu         | Nova Iguaçu          | RJ     | Melhor colocado do Estadual 2024     | Laranjão                 | 1 810      | 0 (não possui) |
| Operário-MS         | Campo Grande         | MS     | Campeão do Estadual 2024             | Moreninhas               | 4 500      | 0 (não possui) |
| Parnahyba           | Parnaíba             | PI     | Vice-campeão do Estadual 2024        | Pedro Alelaf             | 4 700      | 0 (não possui) |
| Penedense           | Penedo               | AL     | Vice-campeão da Copa Alagoas 2024    | Alfredo Leahy            | 6 000      | 0 (não possui) |
| Porto Vitória       | Vitória              | ES     | Campeão da Copa Espírito Santo 2024  | Kleber Andrade           | 21 000     | 0 (não possui) |
| Portuguesa          | São Paulo            | SP     | 2.ª melhor colocada do Estadual 2024 | Canindé                  | 21 004     | 0 (não possui) |
| Pouso Alegre        | Pouso Alegre         | MG     | Melhor colocado do Estadual 2024     | Manduzão                 | 26 000     | 0 (não possui) |
| Rio Branco-ES       | Vitória              | ES     | Campeão do Estadual 2024             | Kleber Andrade           | 21 000     | 0 (não possui) |
| Sampaio Corrêa      | São Luís             | MA     | 17.º colocado da Série C 2024        | Castelão                 | 40 149     | 1 (2012)       |
| Santa Cruz          | Recife               | PE     | Melhor colocado do Estadual 2024     | Arruda                   | 60 044     | 0 (não possui) |
| Santa Cruz de Natal | Natal                | RN     | Melhor colocado do Estadual 2024     | Nazarenão                | 7 000      | 0 (não possui) |
| São José-RS         | Porto Alegre         | RS     | 20.º colocado da Série C 2024        | Passo d'Areia            | 14 000     | 0 (não possui) |
| São Luiz            | Ijuí                 | RS     | 3.º melhor colocado do Estadual 2024 | 19 de Outubro            | 6 000      | 0 (não possui) |
| Sergipe             | Aracaju              | SE     | Melhor colocado do Estadual 2024     | Batistão                 | 15 586     | 0 (não possui) |
| Sousa               | Sousa                | PB     | Campeão do Estadual 2024             | Marizão                  | 12 400     | 0 (não possui) |
| Tocantinópolis      | Tocantinópolis       | TO     | Vice-campeão do Estadual 2024        | Ribeirão                 | 8 000      | 0 (não possui) |
| Trem                | Macapá               | AP     | Campeão do Estadual 2024             | Zerão                    | 13 000     | 0 (não possui) |
| Treze               | Campina Grande       | PB     | 2.º melhor colocado do Estadual 2024 | Amigão                   | 19 000     | 0 (não possui) |
| Tuna Luso           | Belém                | PA     | Melhor colocada do Estadual 2024     | Souza                    | 5 000      | 0 (não possui) |
| Uberlândia          | Uberlândia           | MG     | 3.º melhor colocado do Estadual 2024 | Parque do Sabiá          | 53 350     | 0 (não possui) |
| União-TO            | Araguaína            | TO     | Campeão do Estadual 2024             | Mirandão                 | 7 000      | 0 (não possui) |

## Estádios

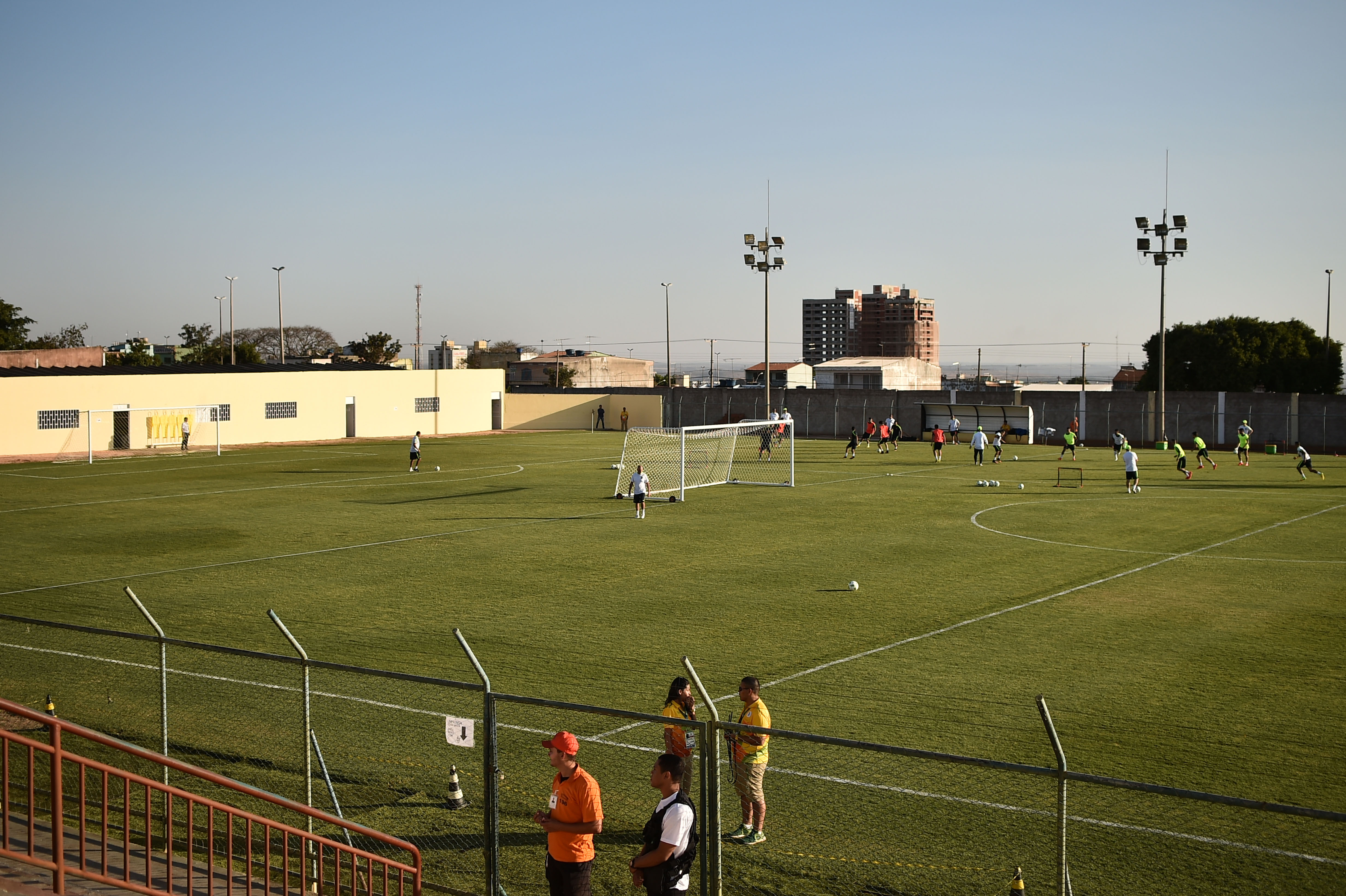
Abadião
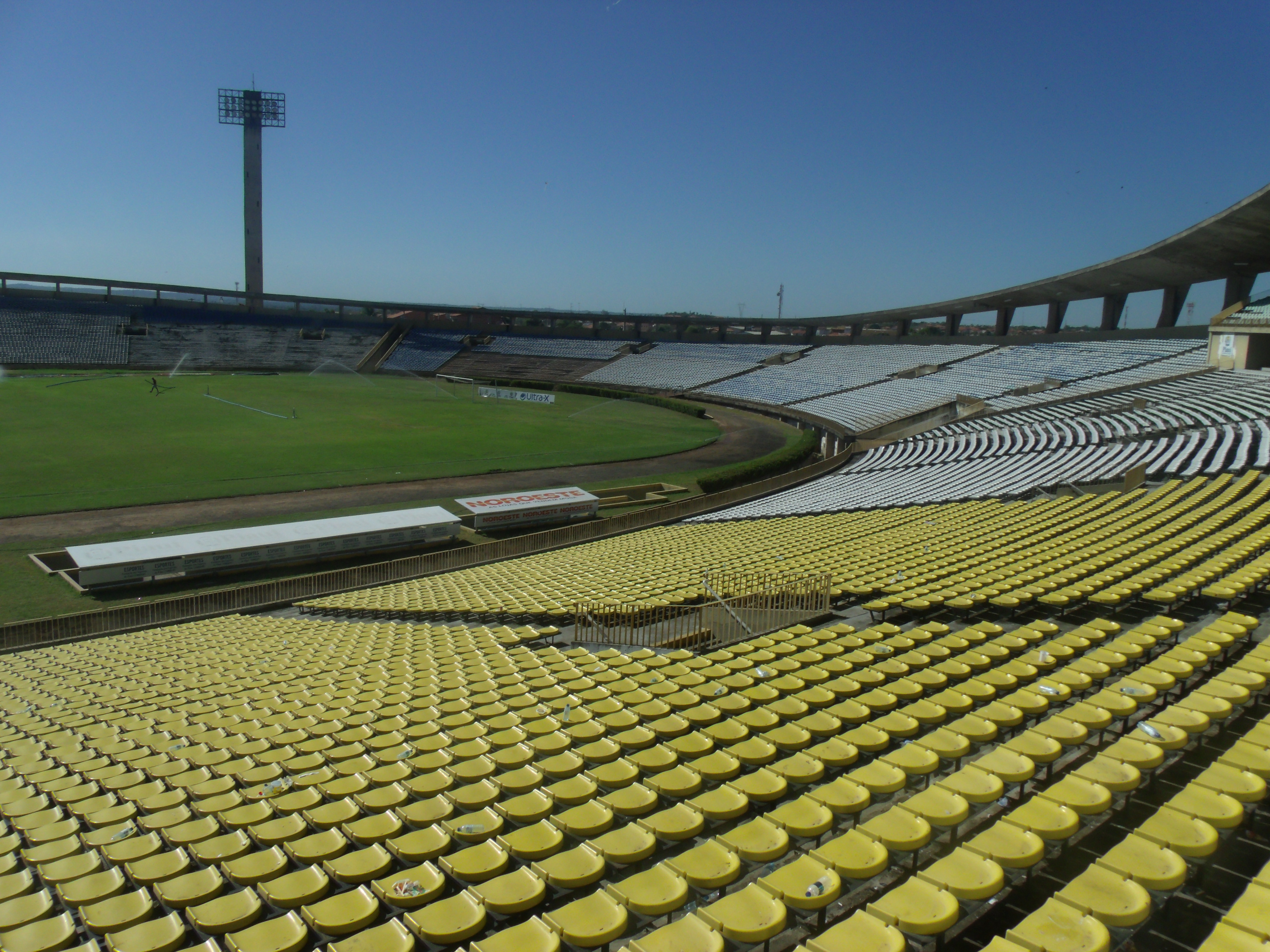
Albertão
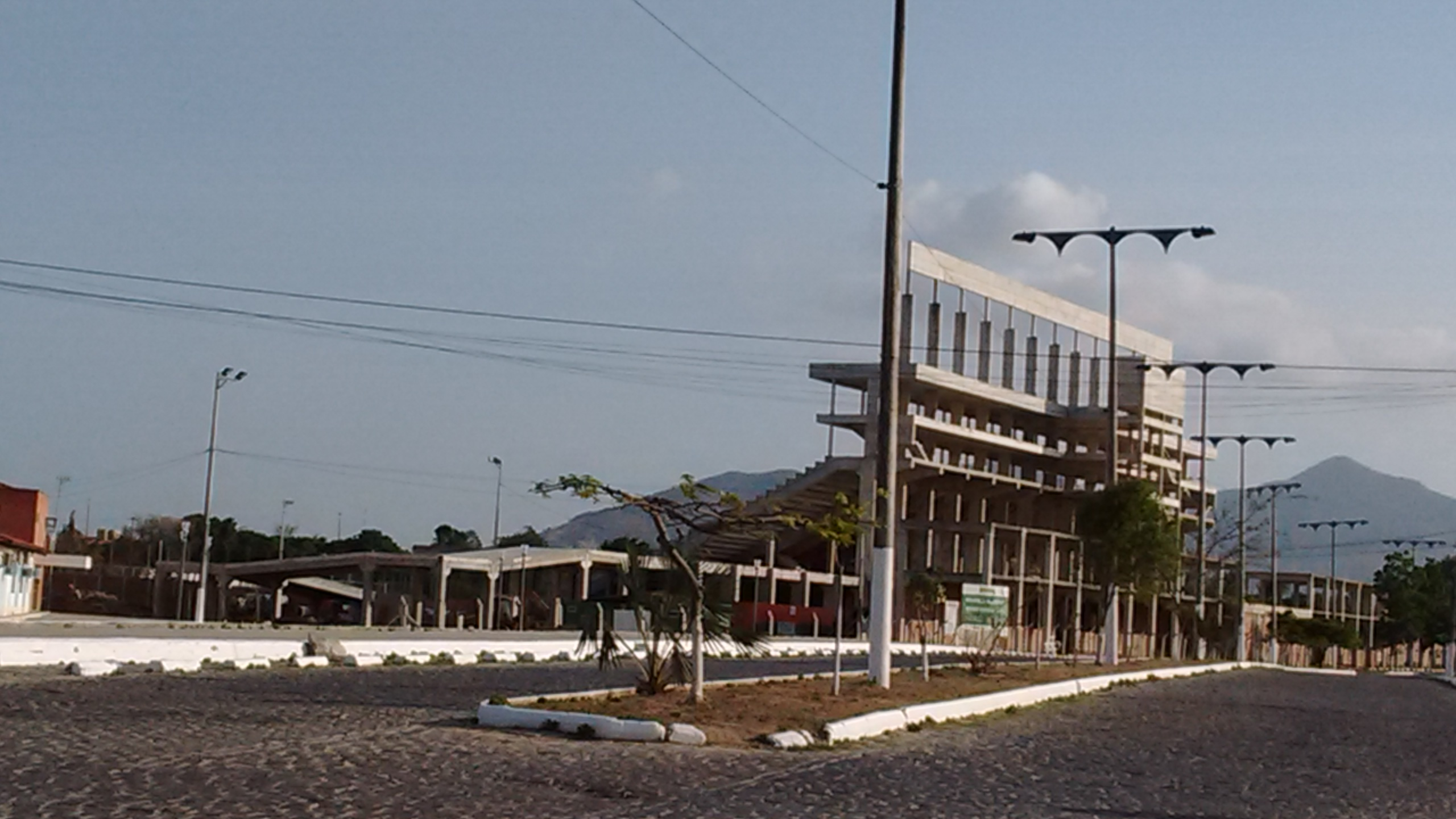
Almir Dutra
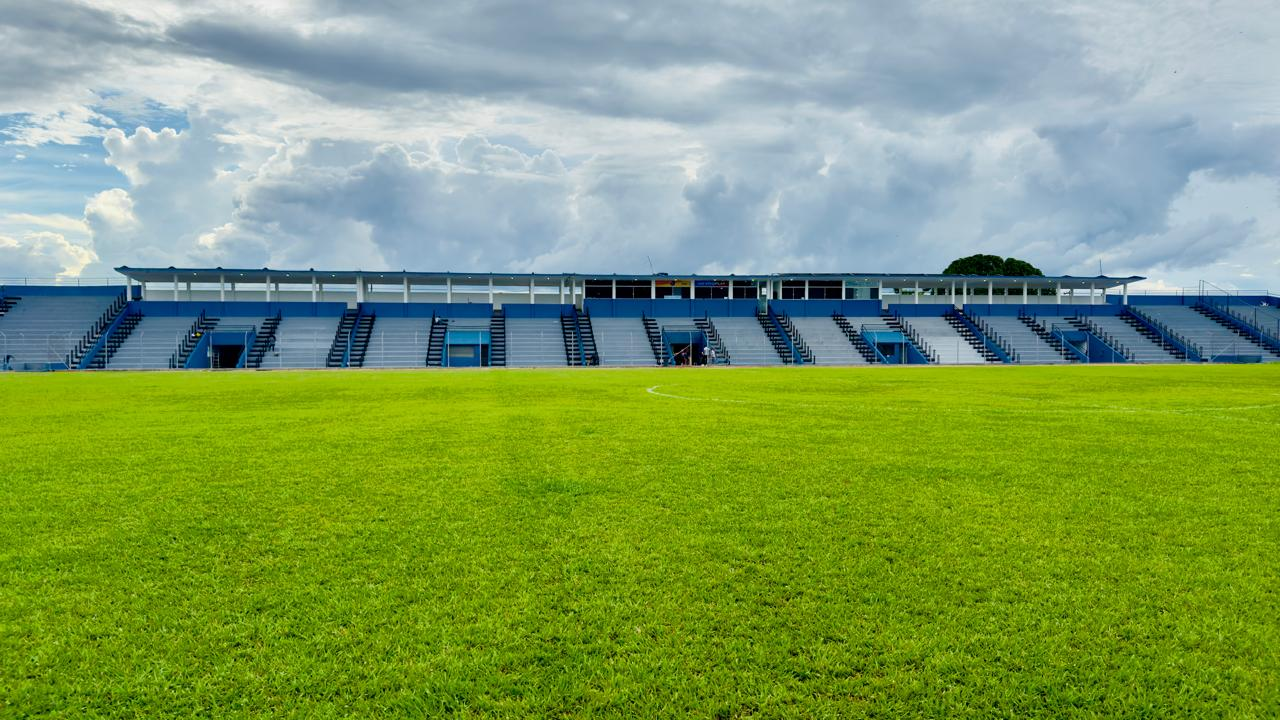
Aluizão
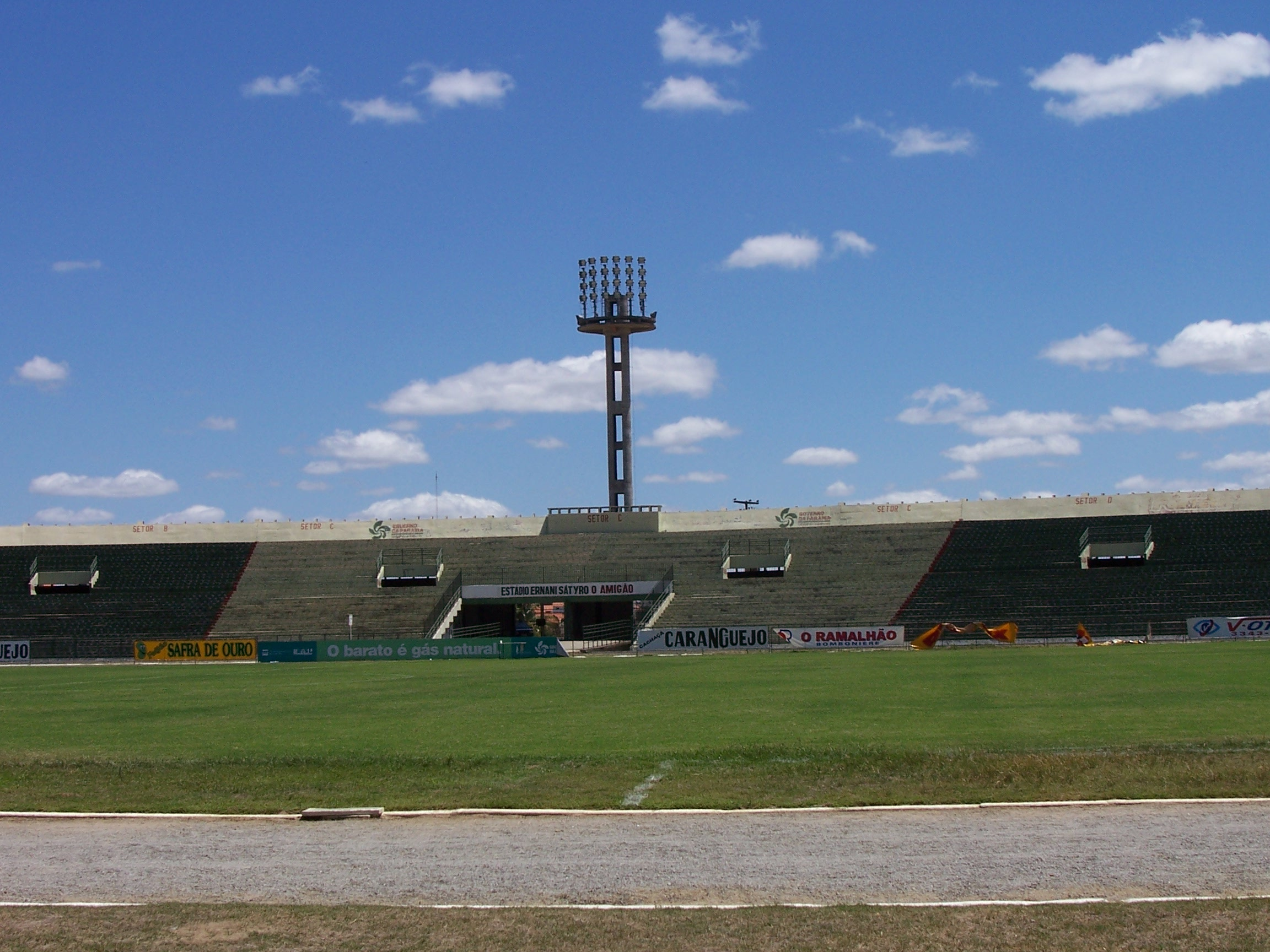
Amigão
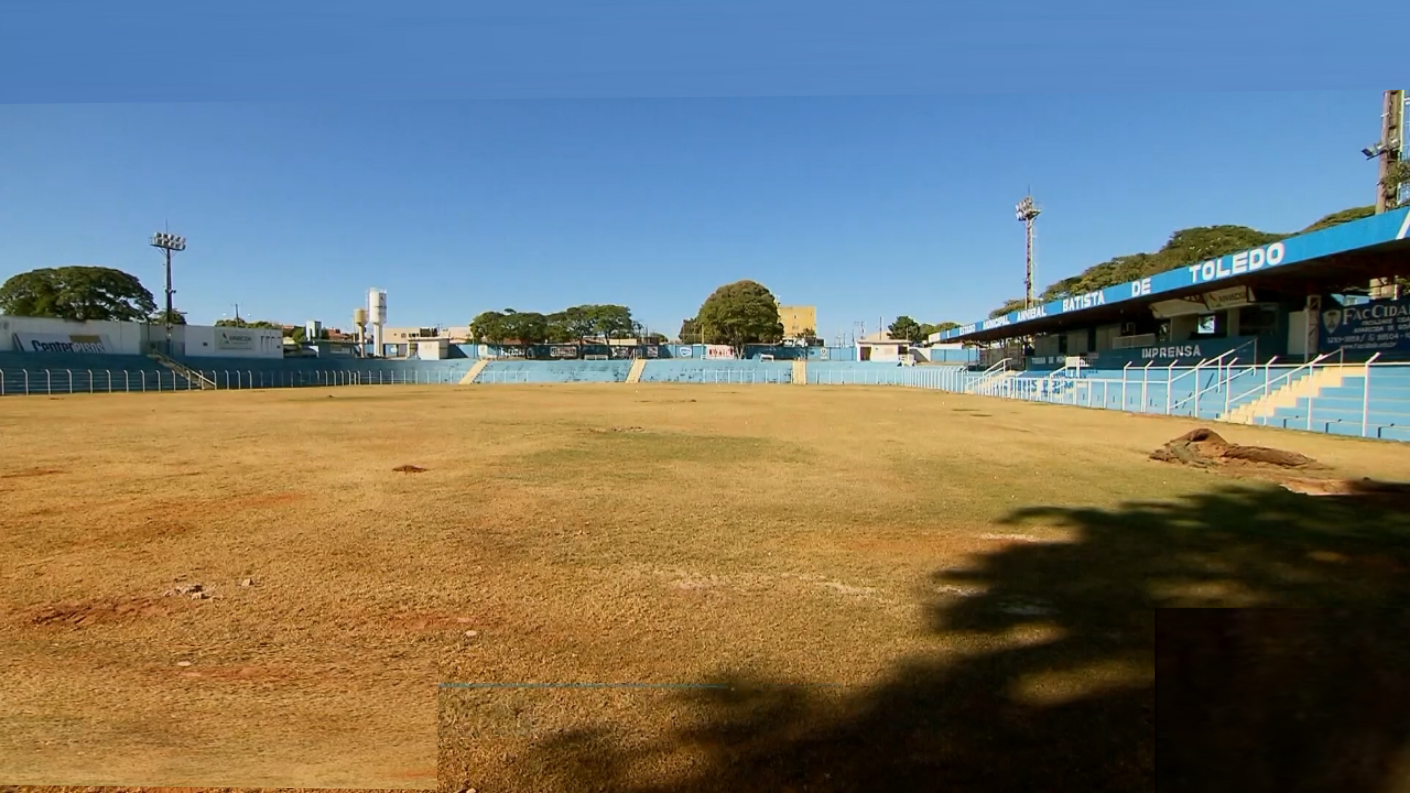
Annibal Batista
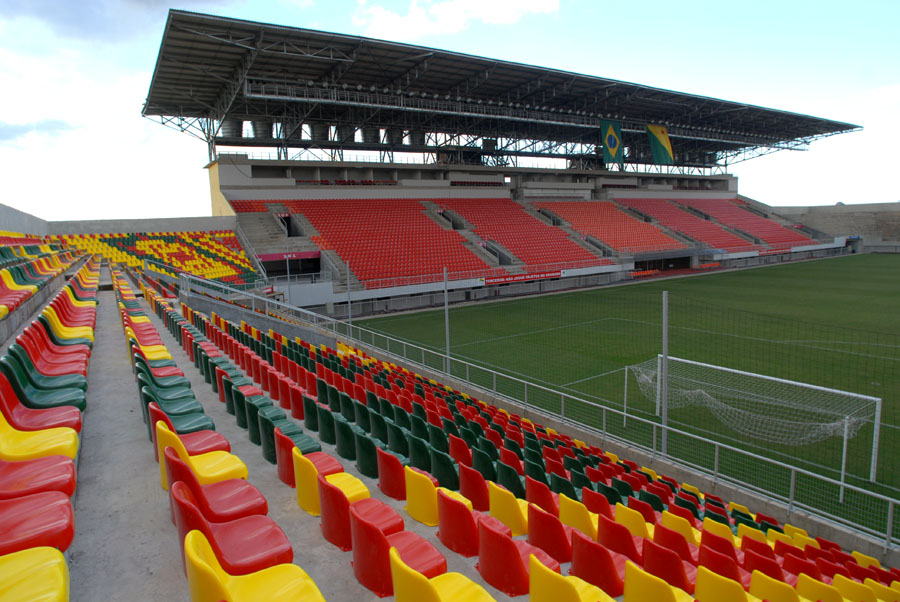
Arena da Floresta
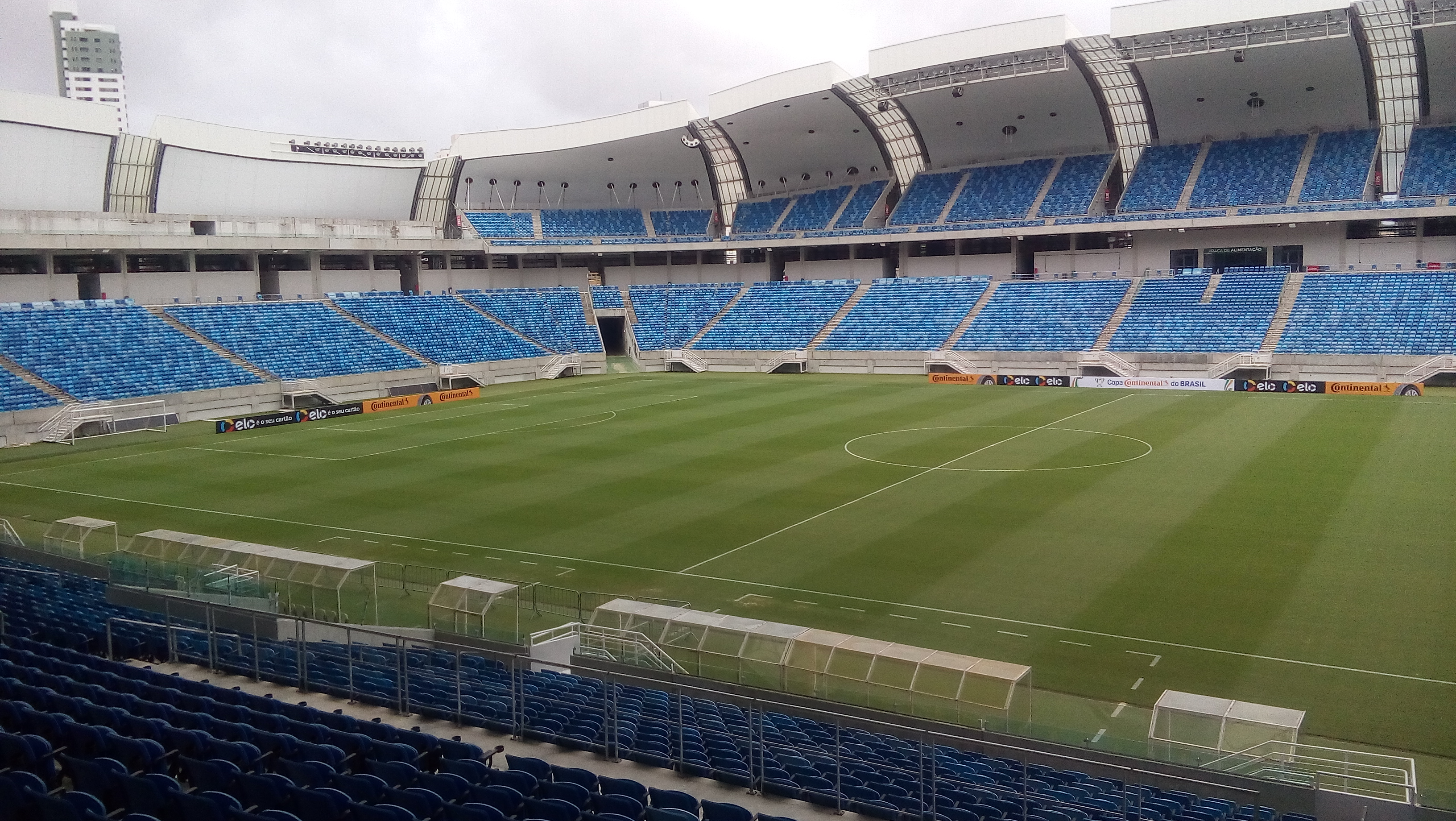
Arena das Dunas
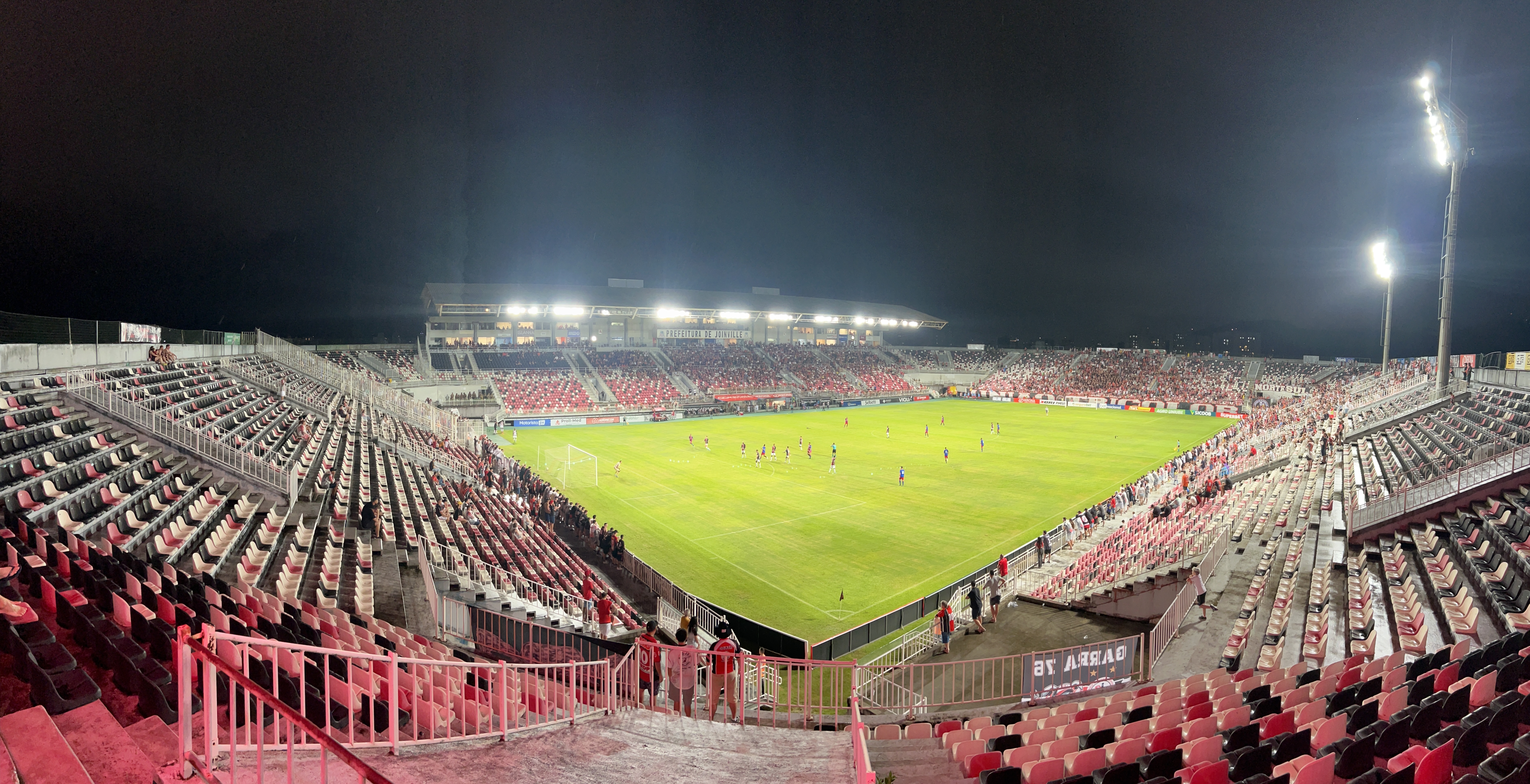
Arena Joinville
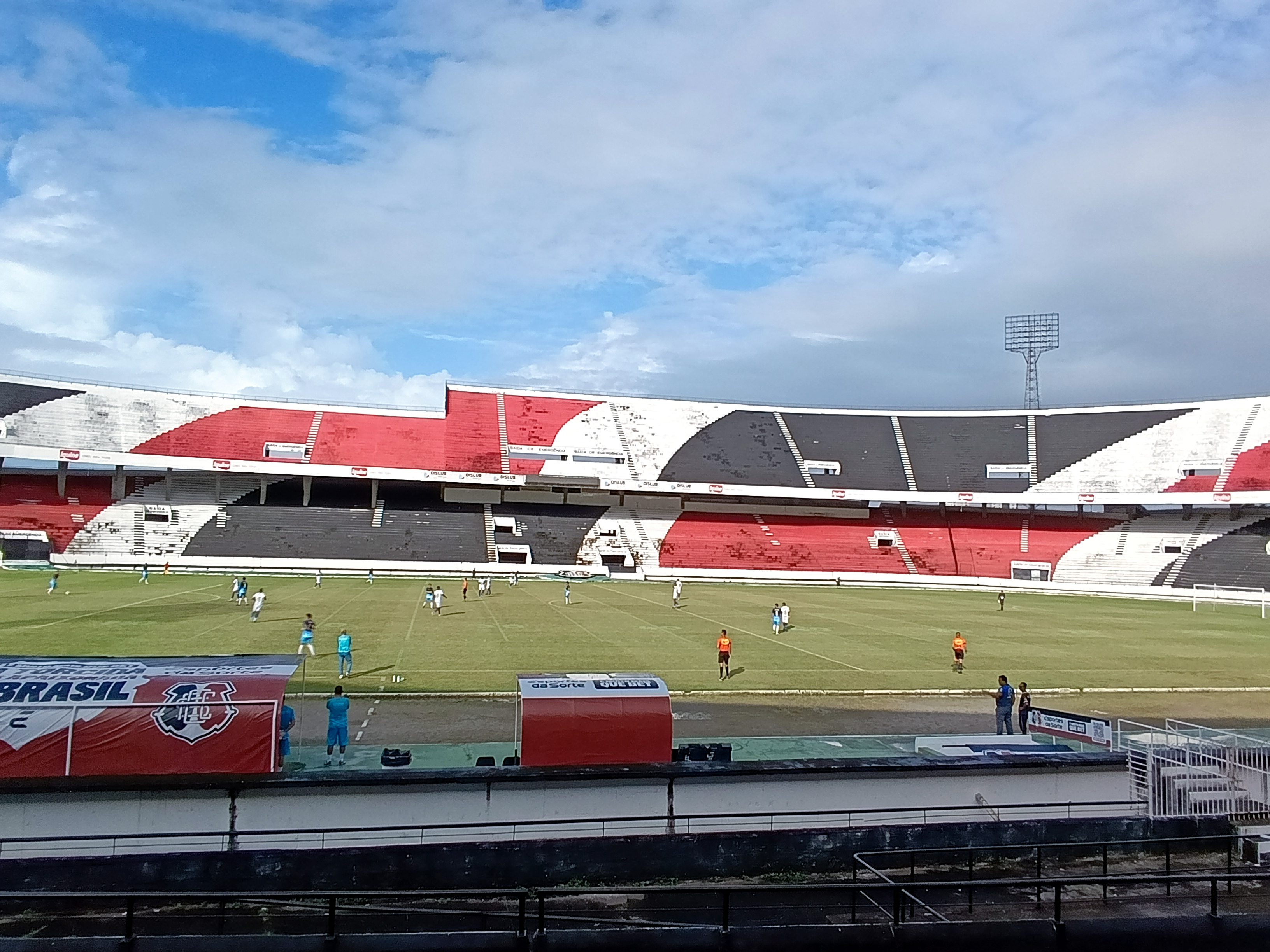
Arruda
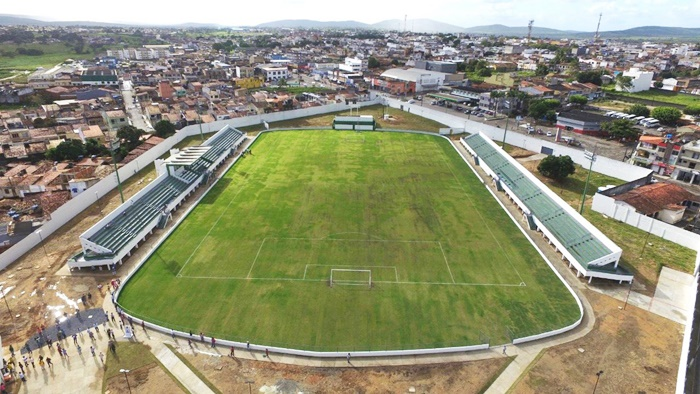
Barretão
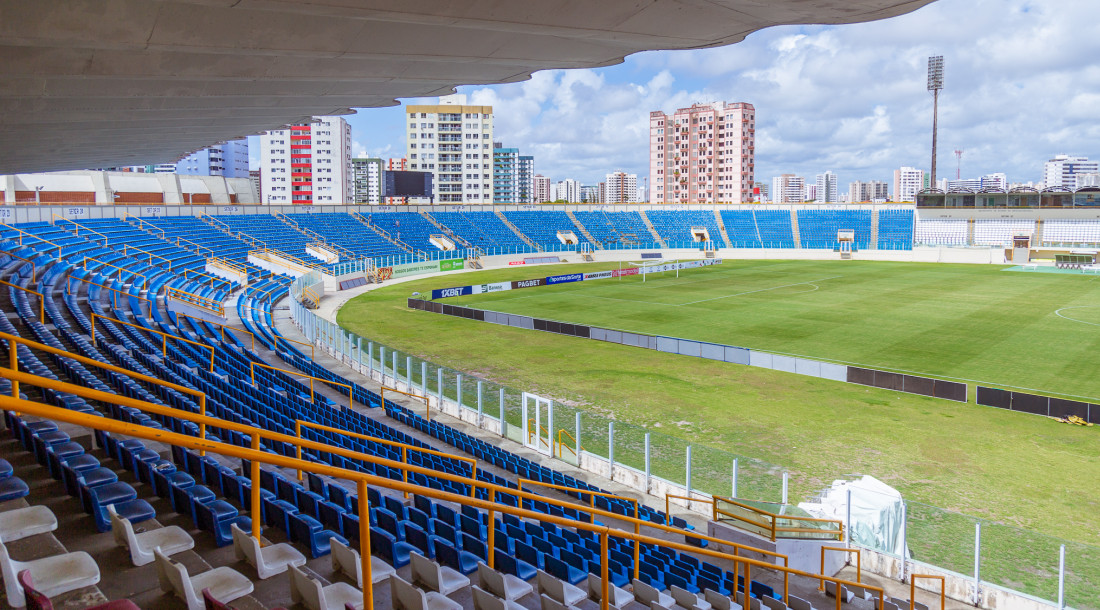
Batistão
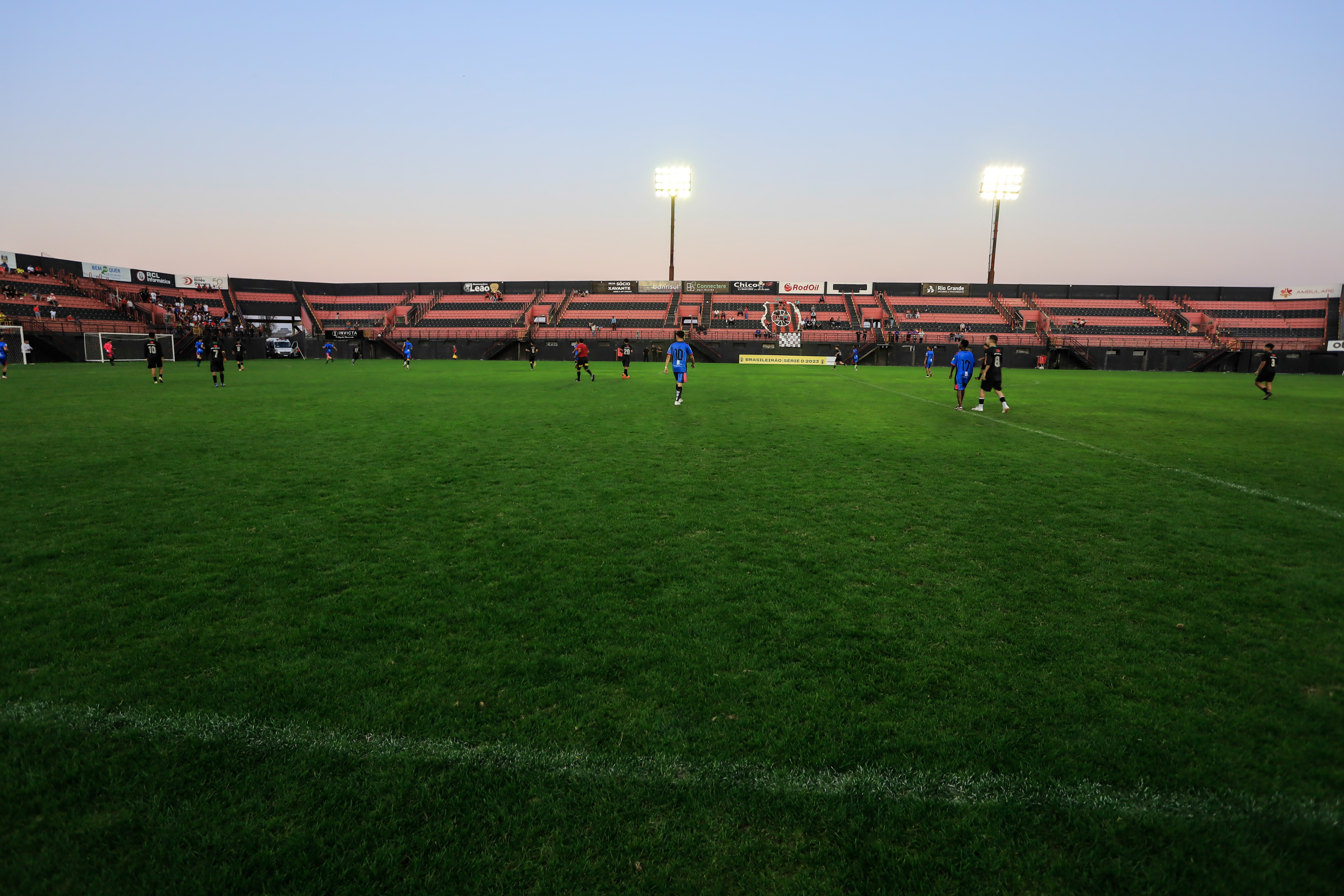
Bento Freitas
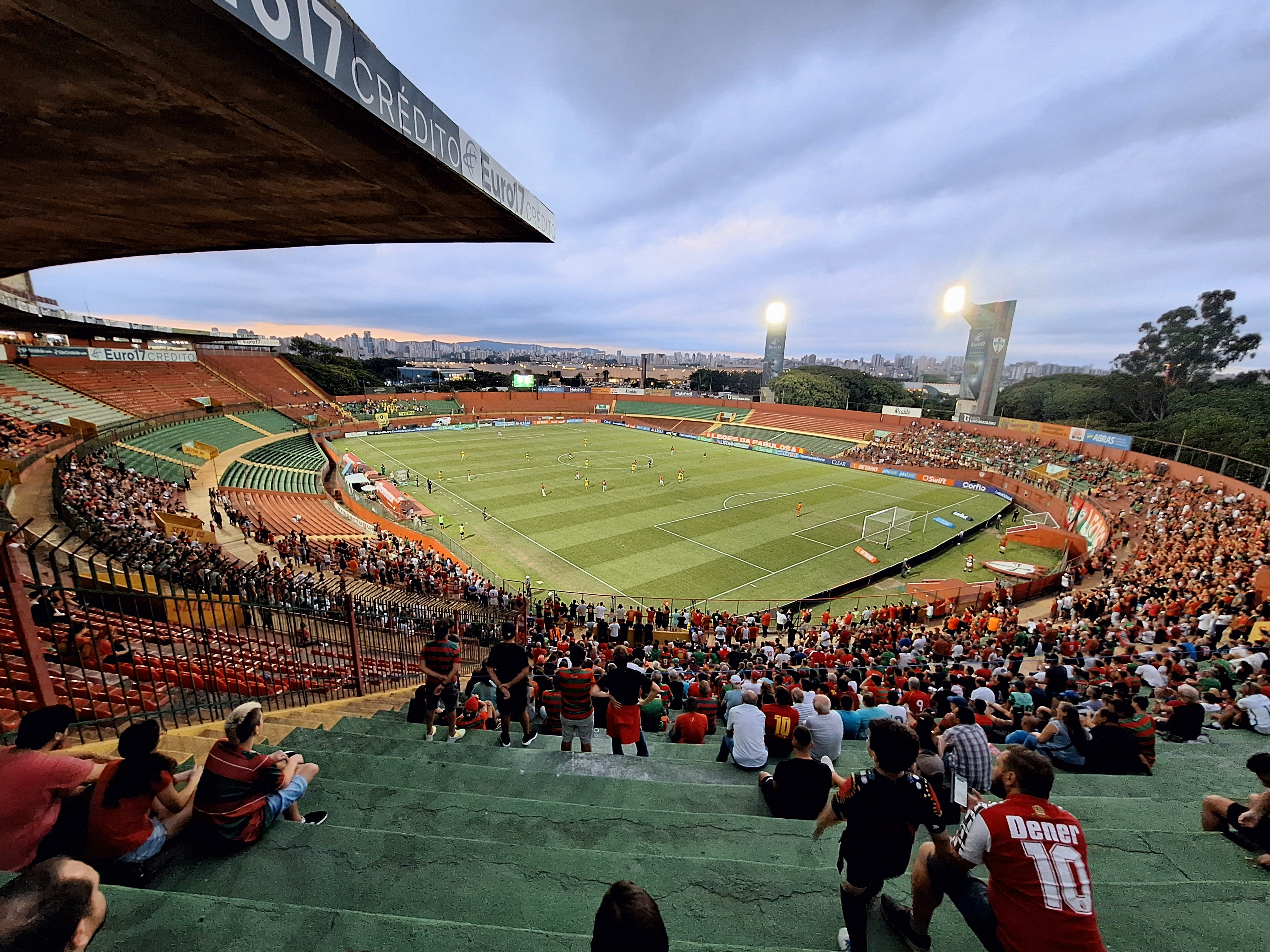
Canindé
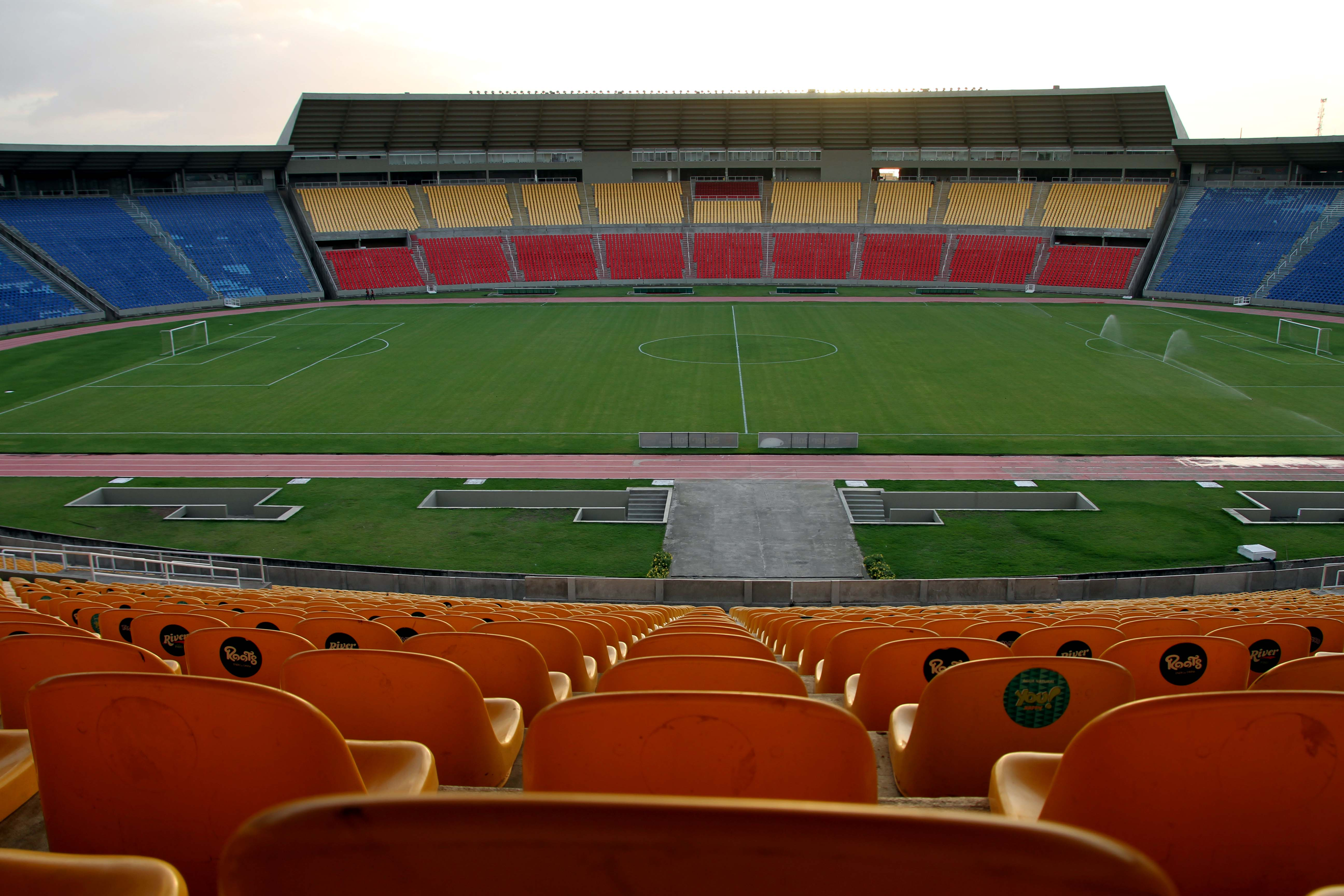
Castelão
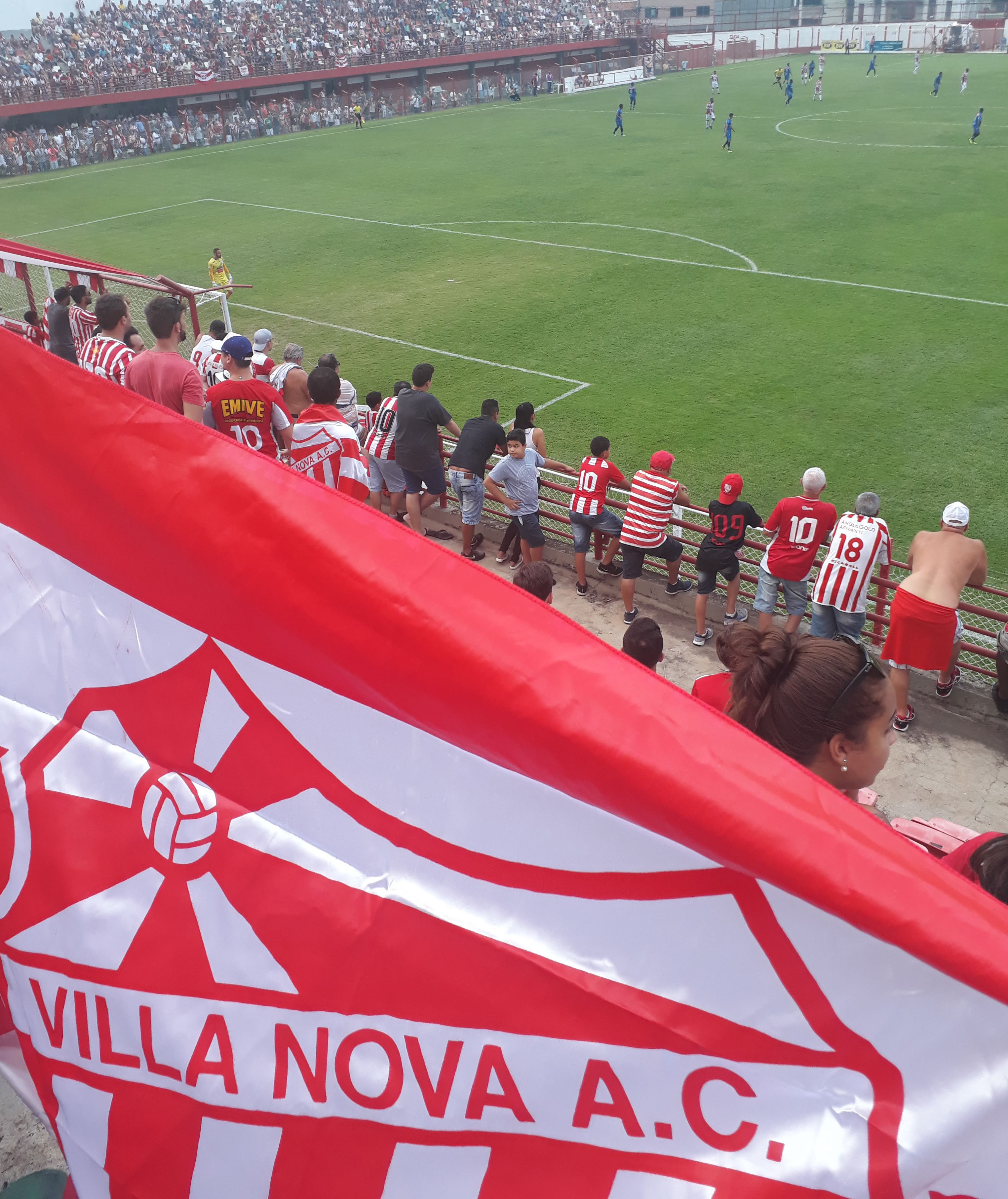
Castor Cifuentes
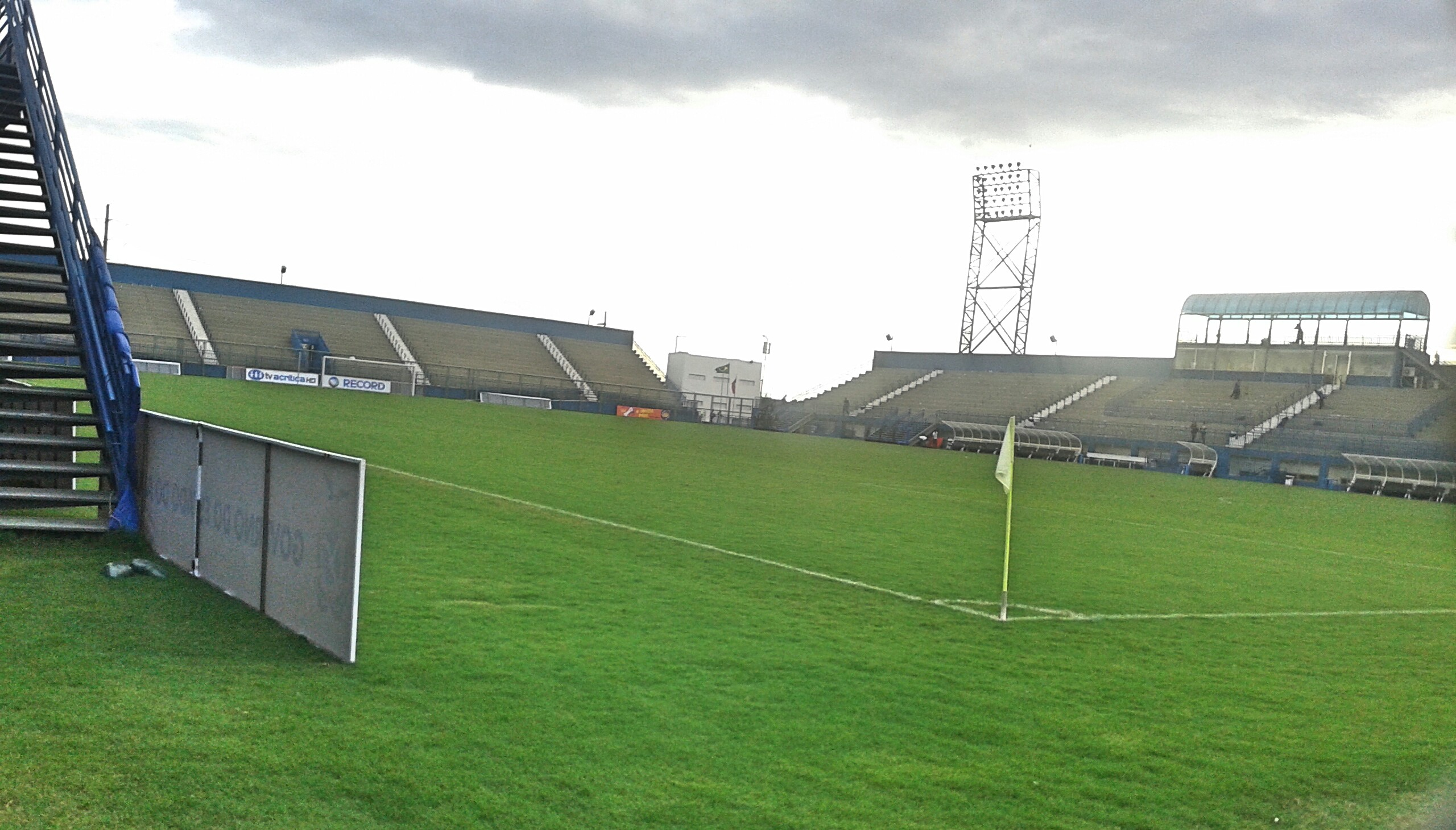
Colina
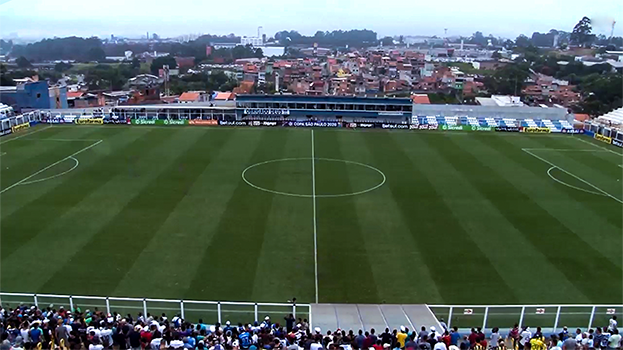
Distrital do Inamar
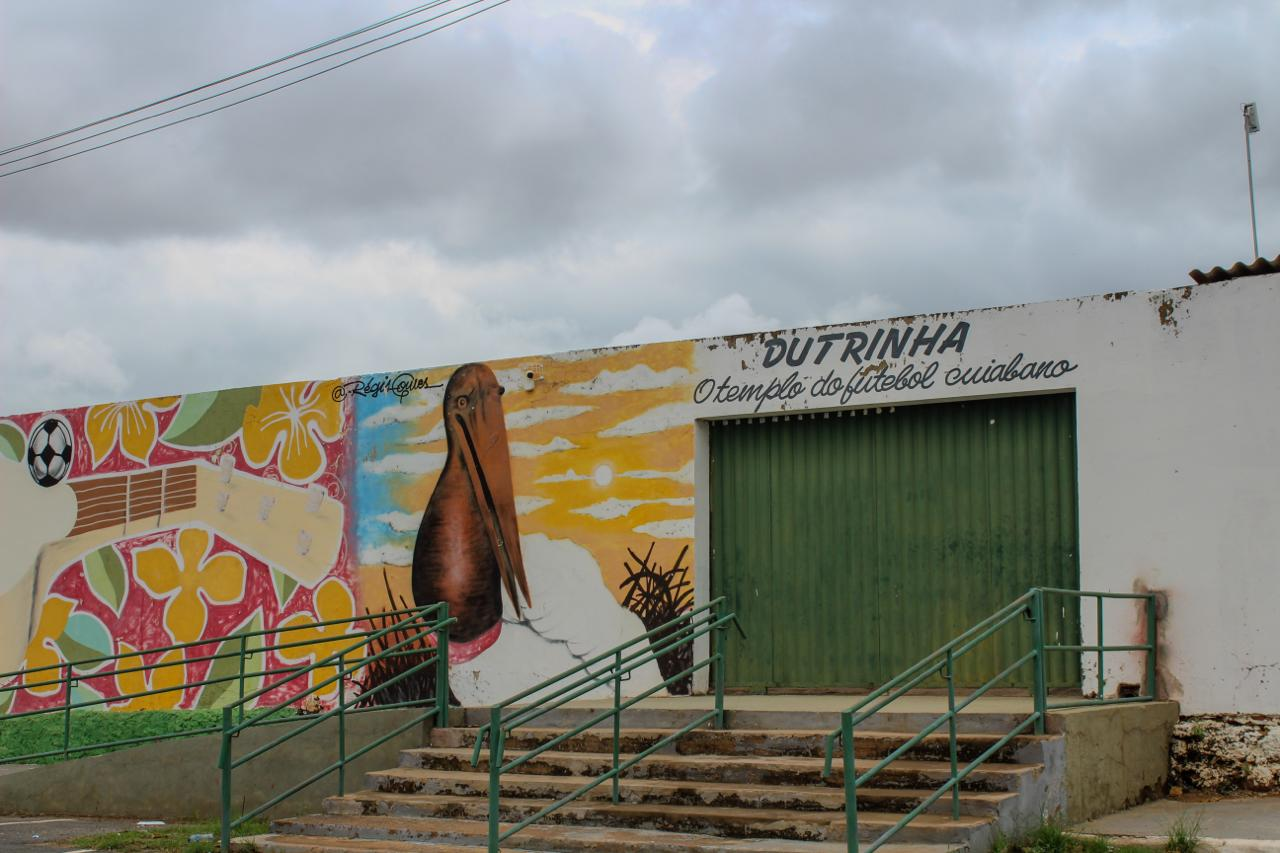
Dutrinha
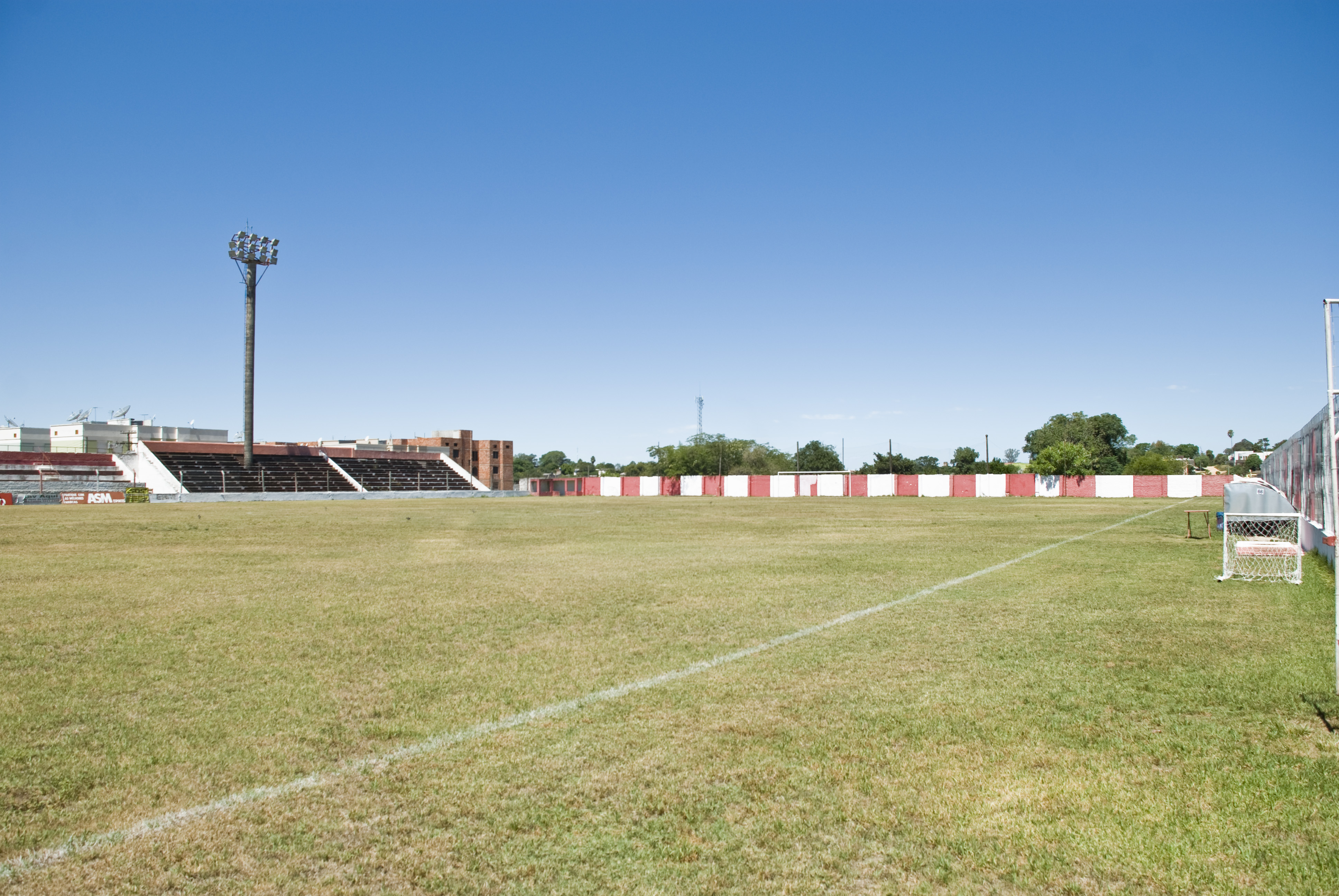
Estrela D'Alva
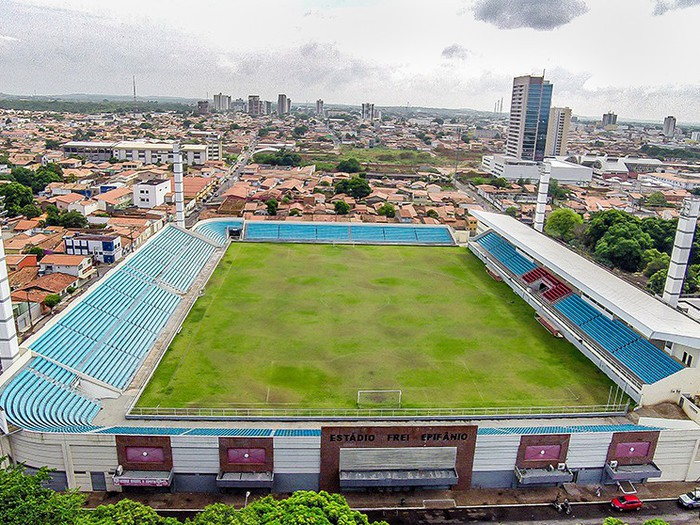
Frei Epifânio
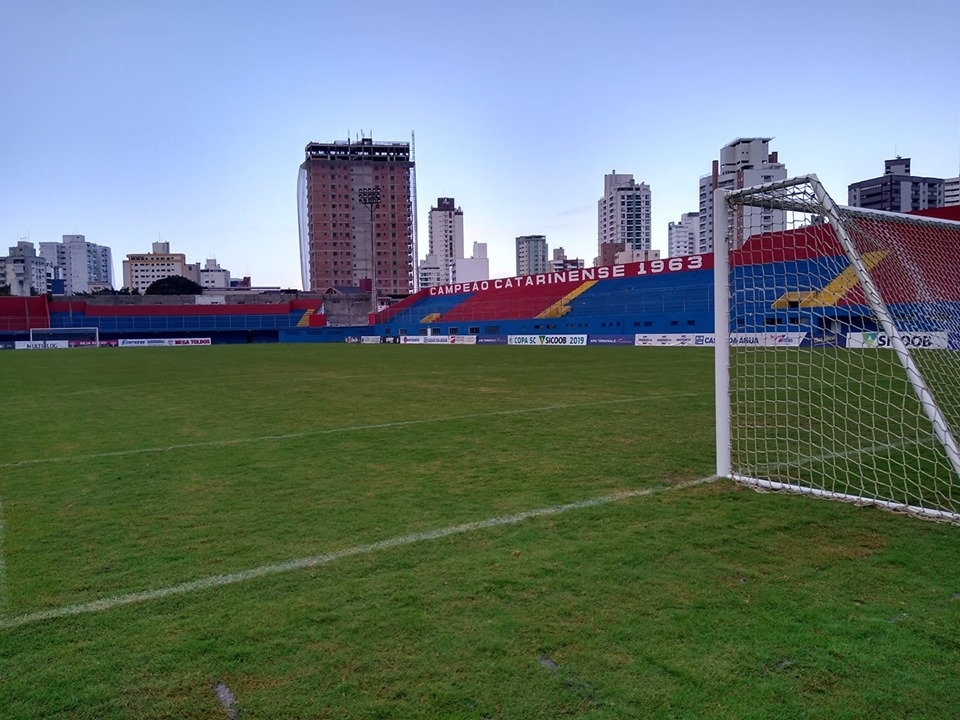
Gigantão das Avenidas
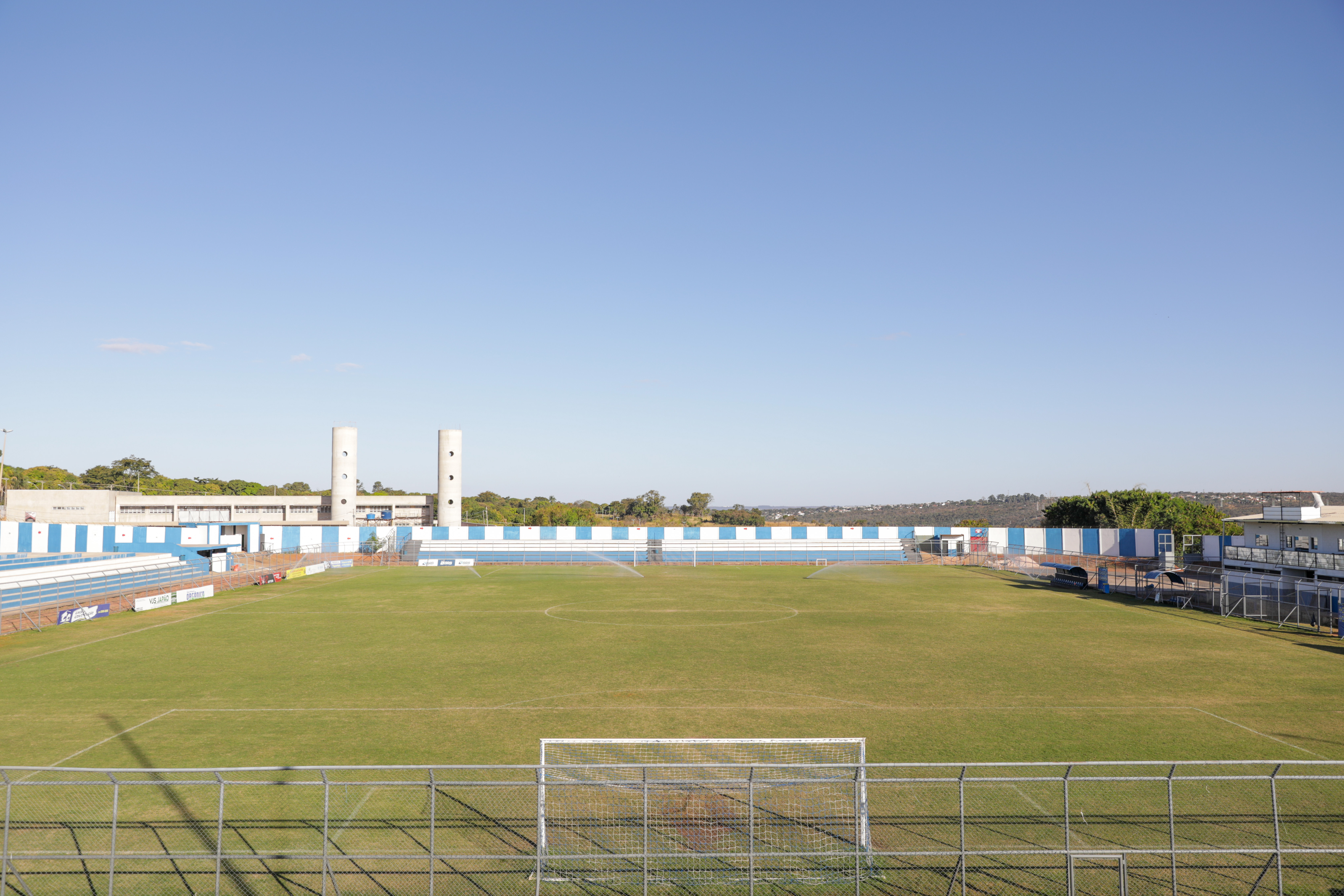
JK
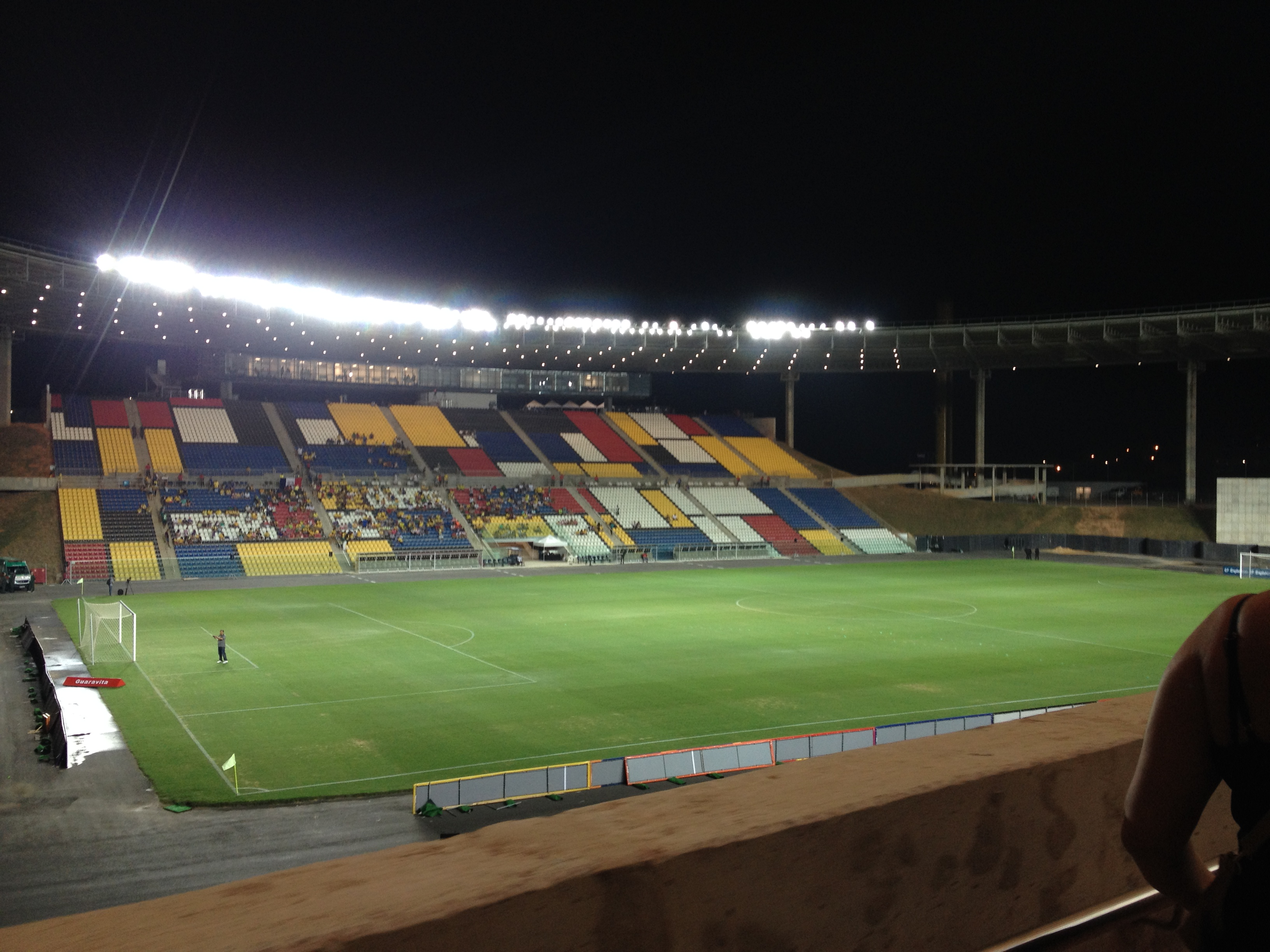
Kleber Andrade
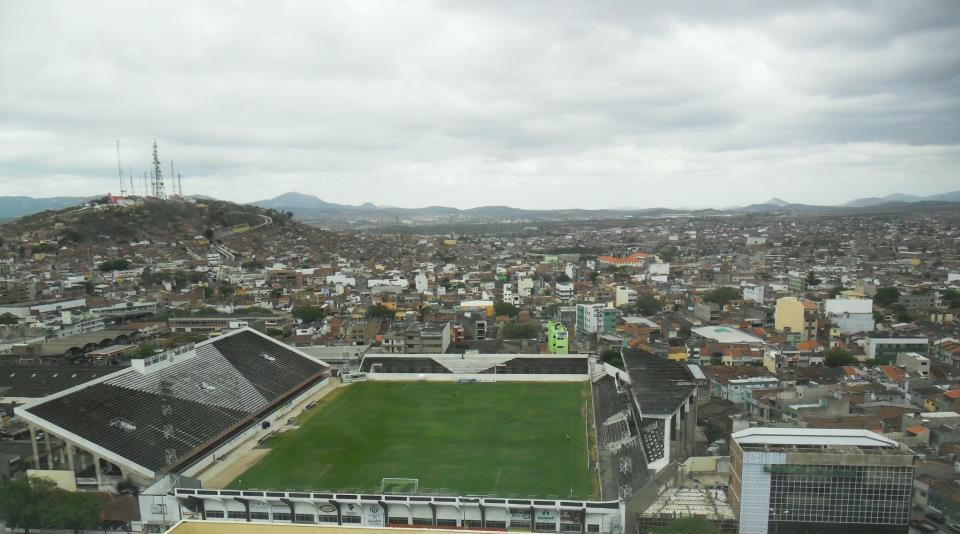
Lacerdão
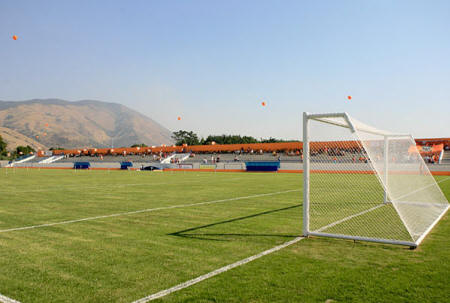
Laranjão
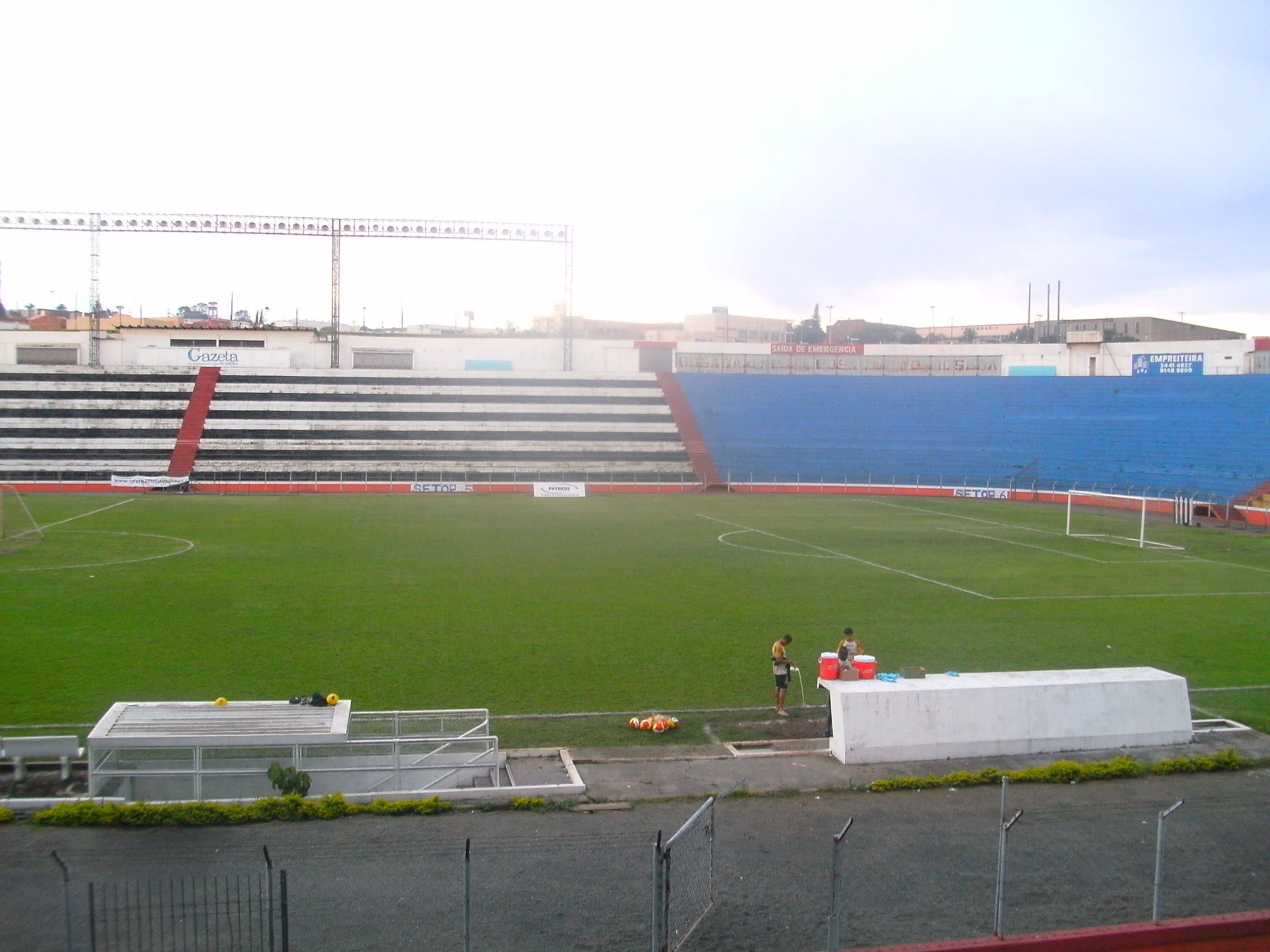
Limeirão
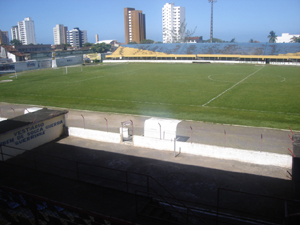
Mário Pessoa
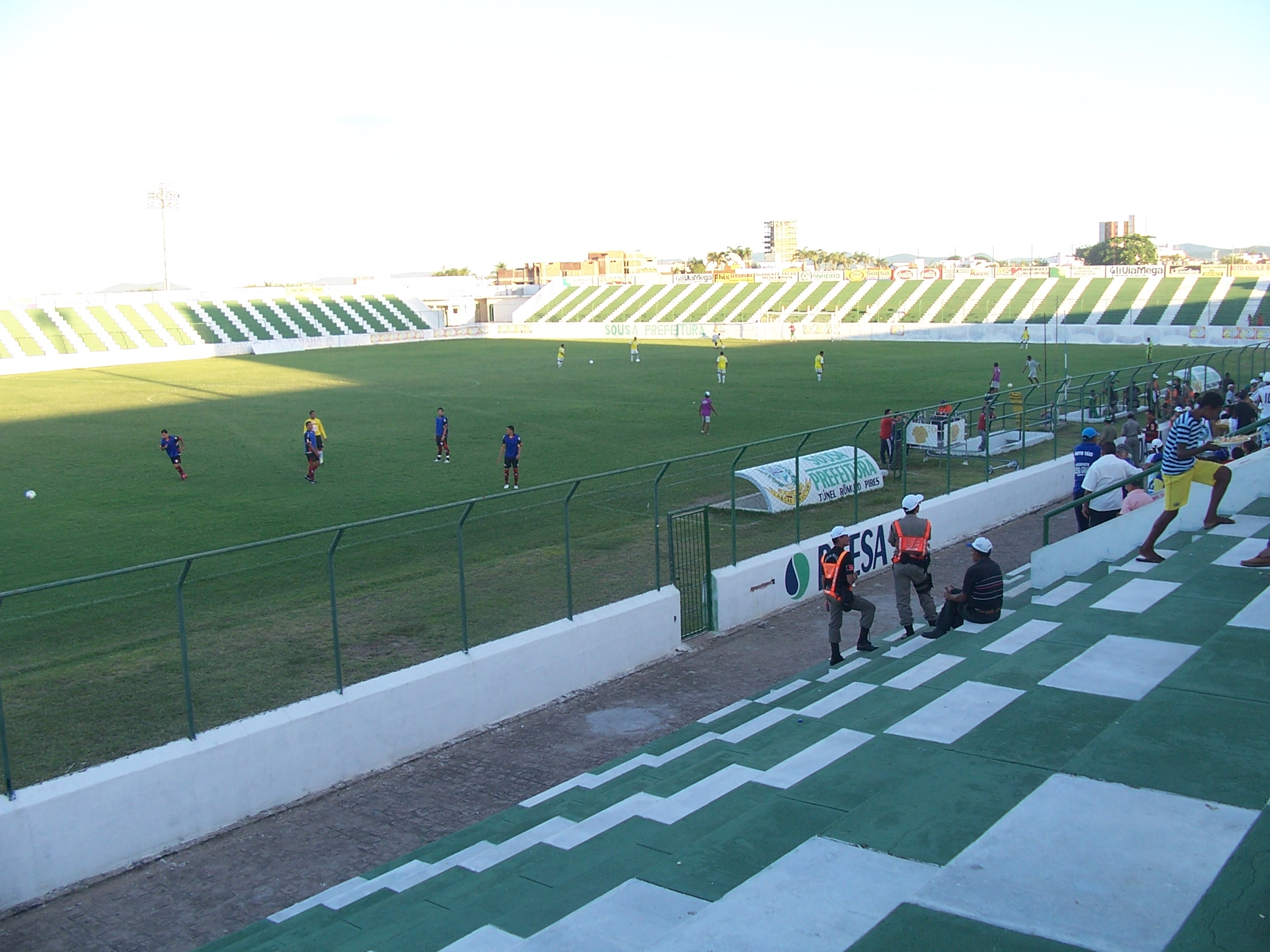
Marizão
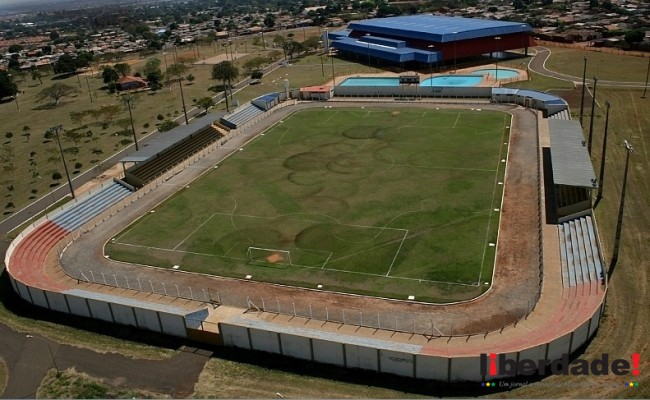
Moreninhas
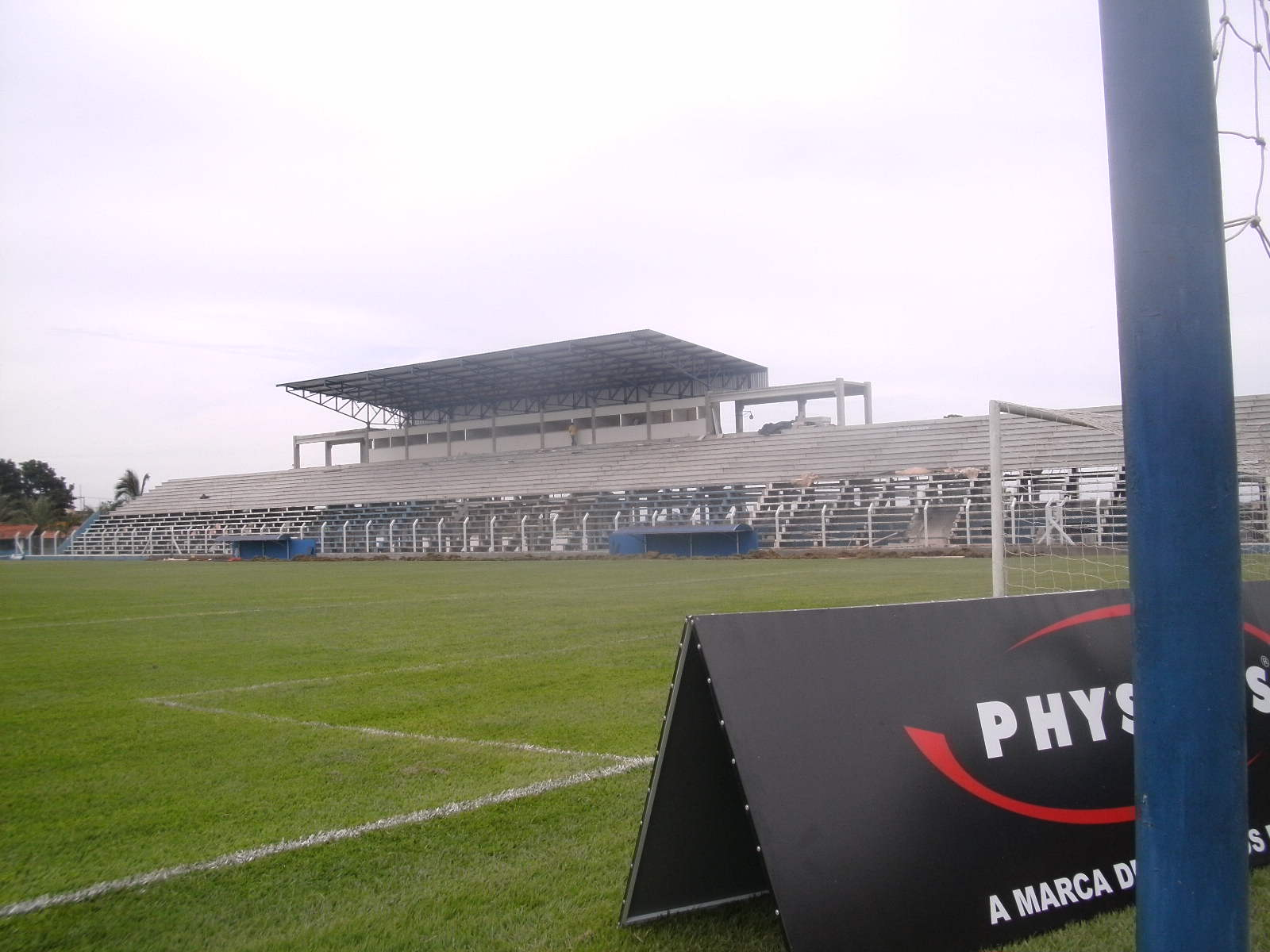
Ninho do Azulão
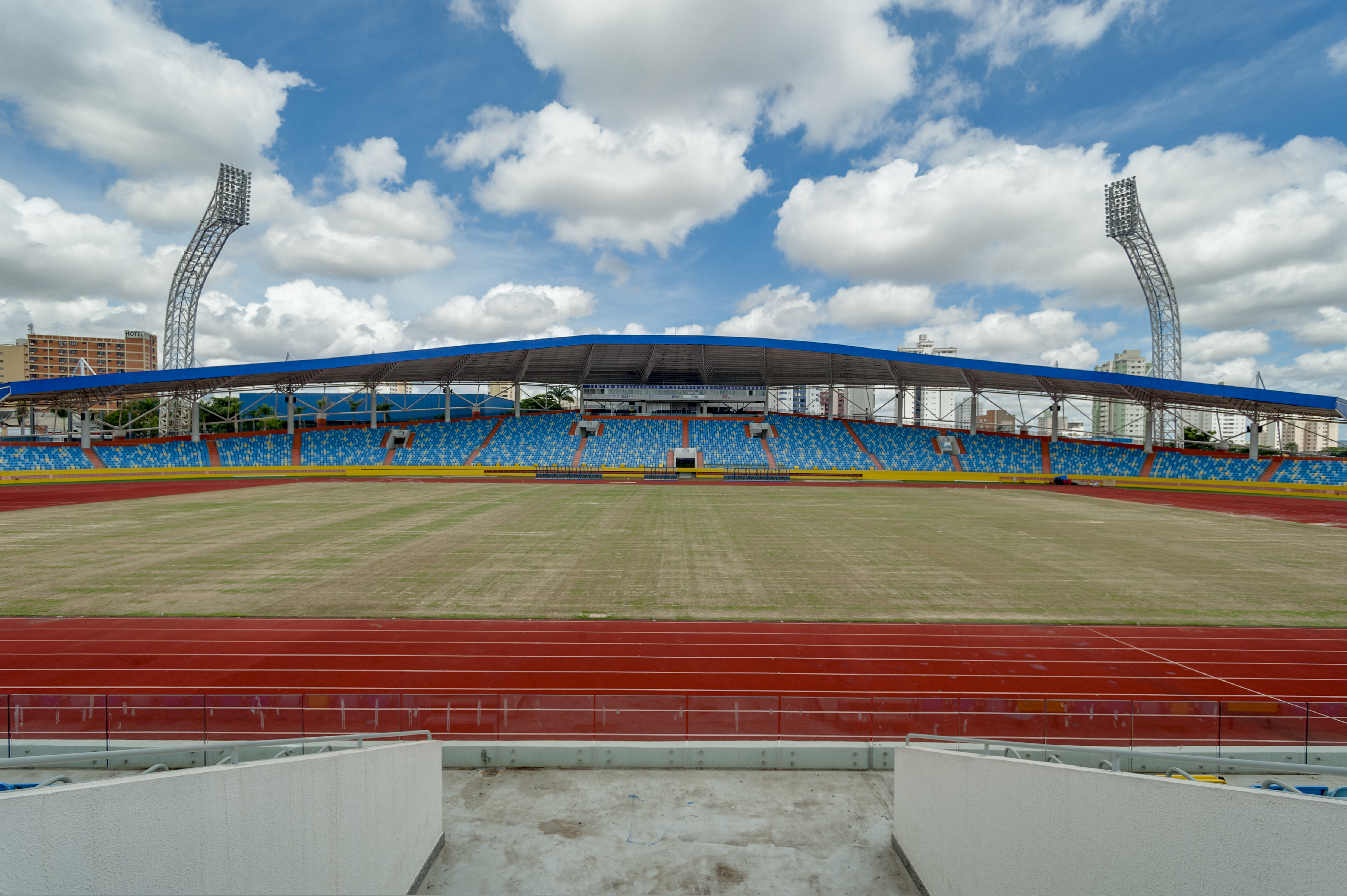
Olímpico
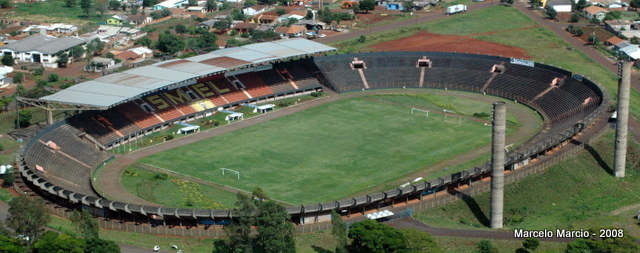
Olímpico Regional
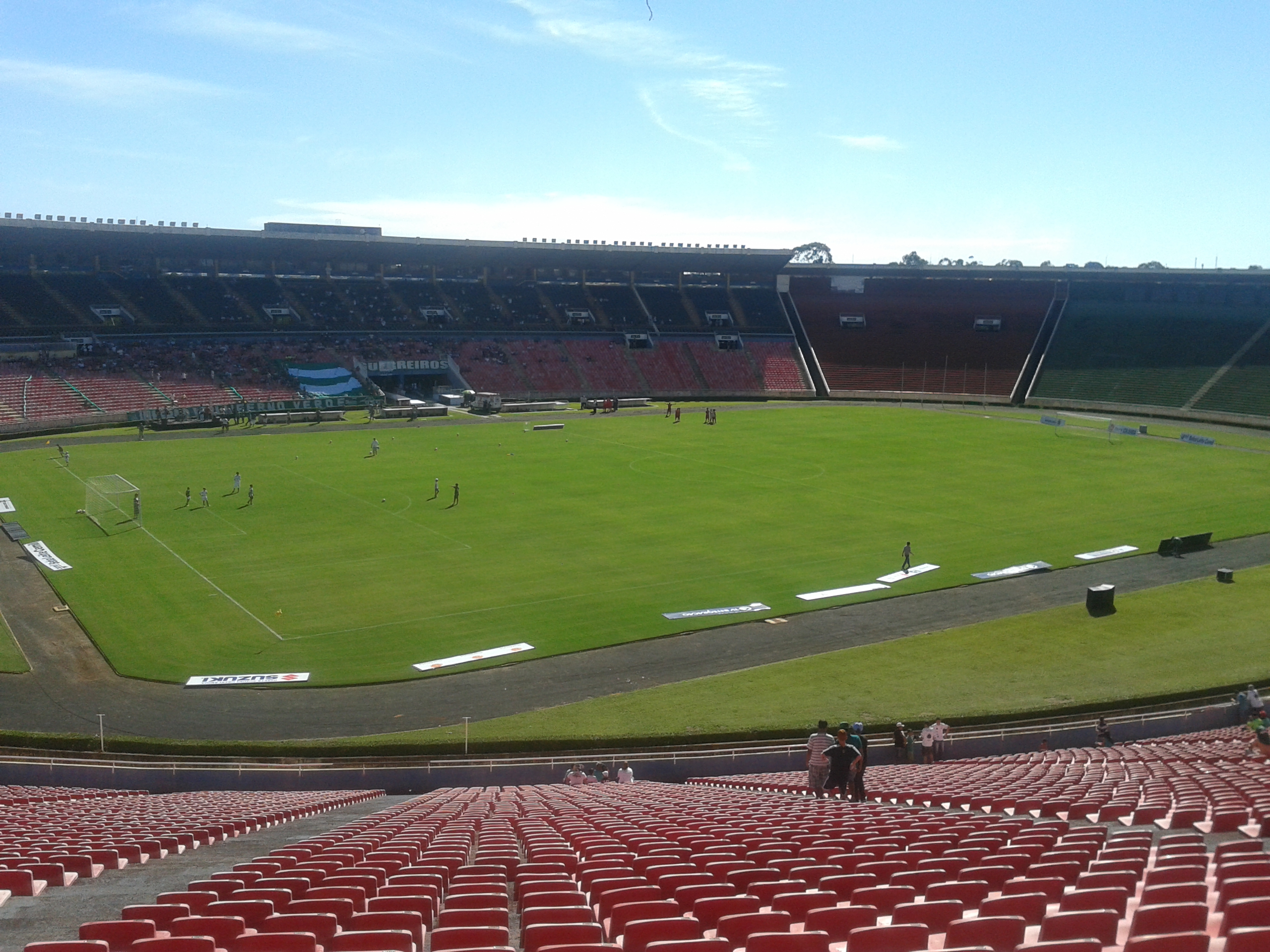
Parque do Sabiá
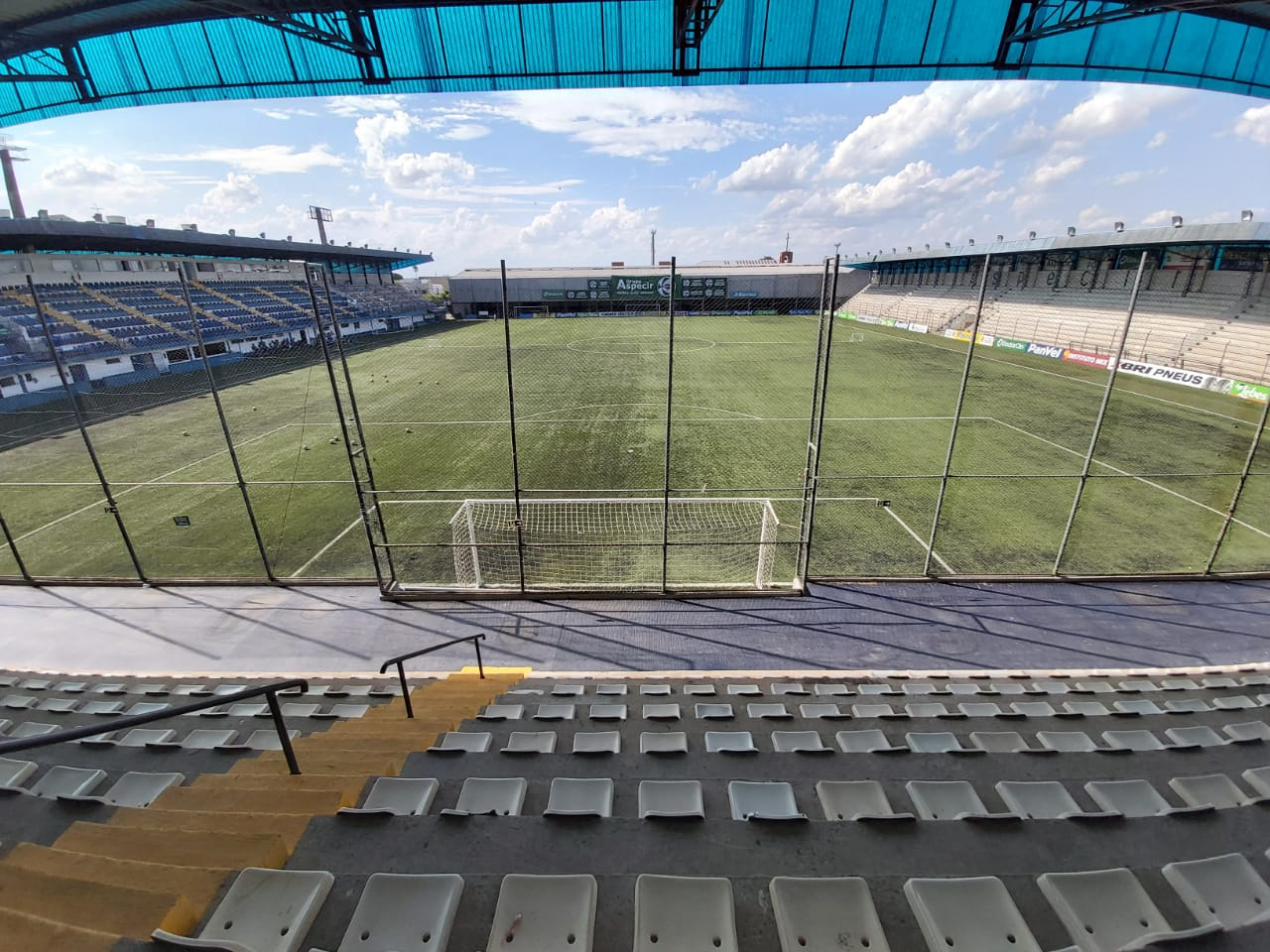
Passo d'Areia
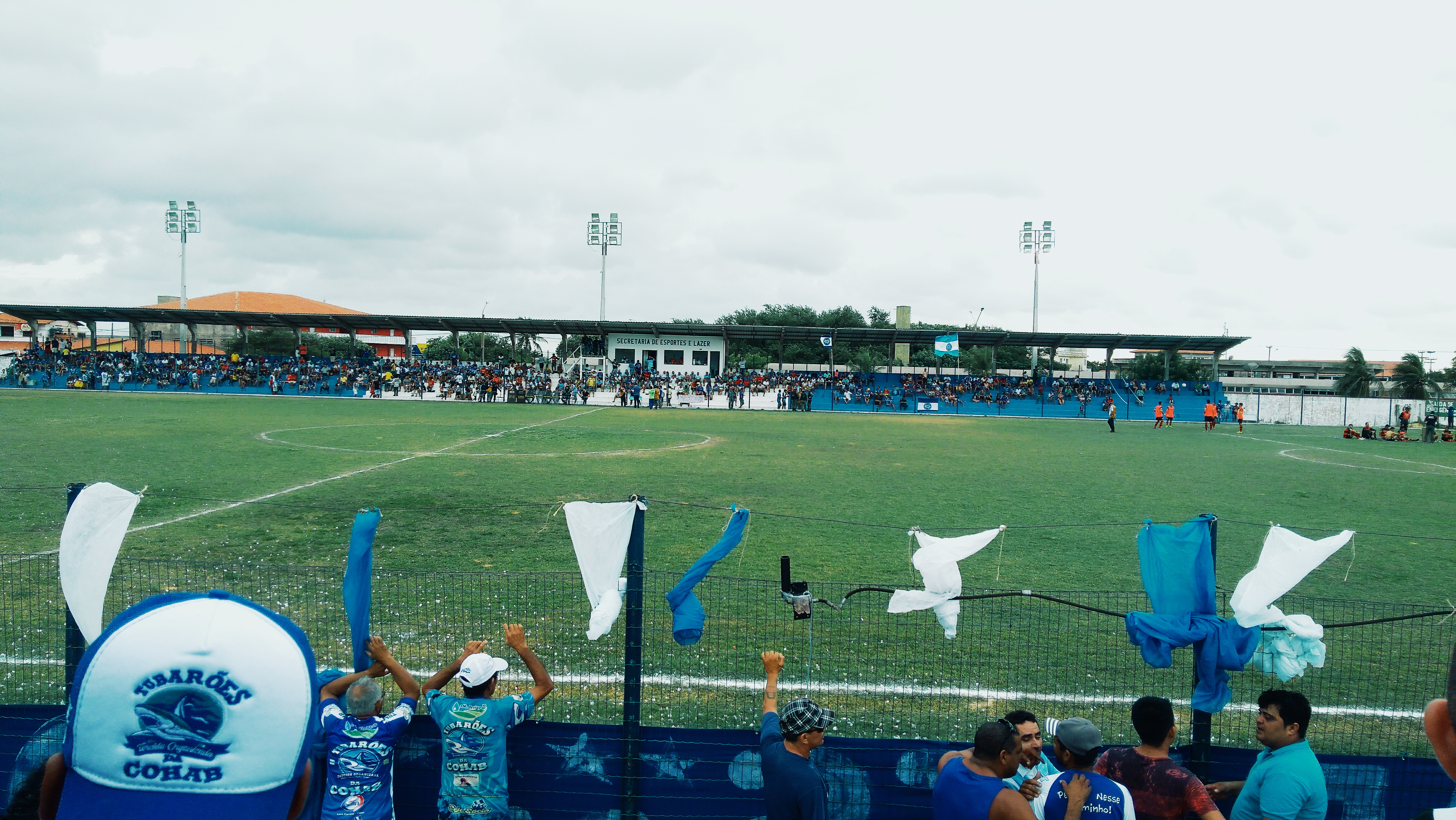
Pedro Alelaf
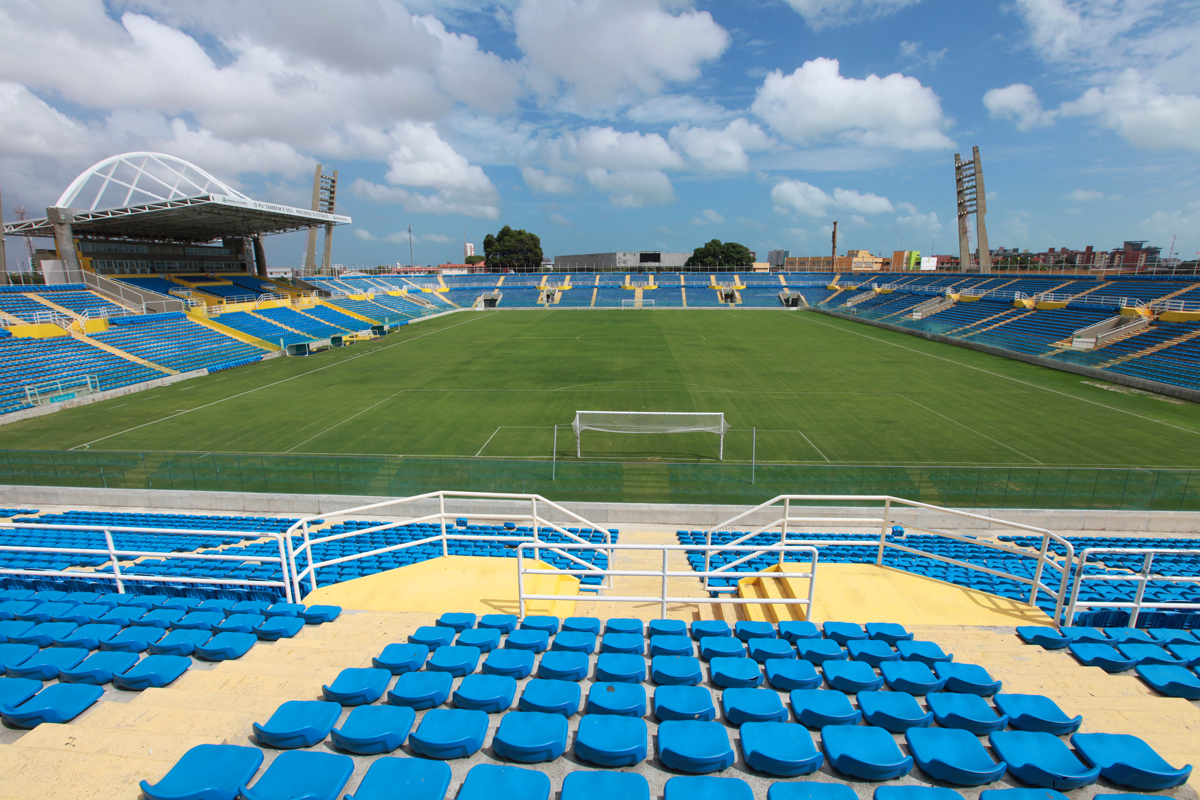
Presidente Vargas
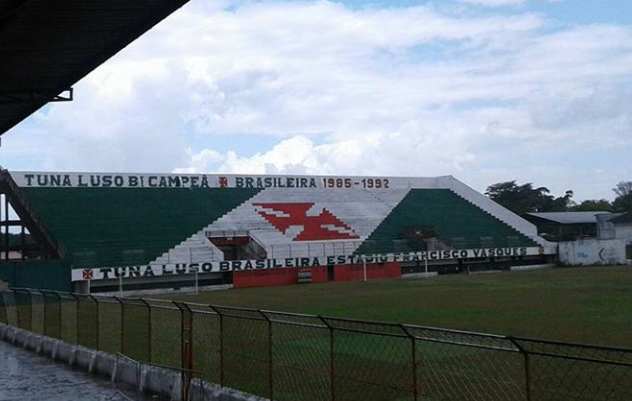
Souza
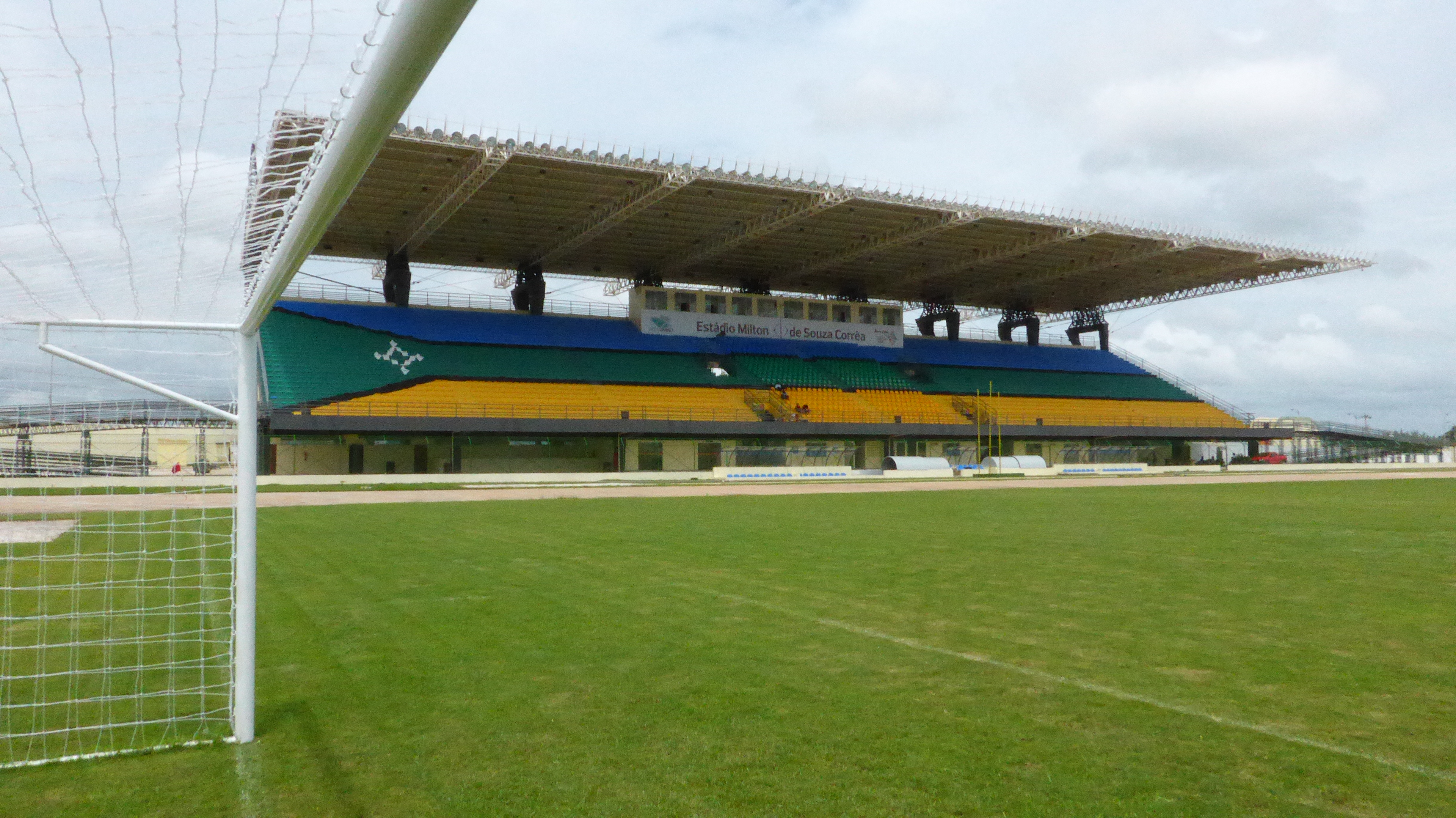
Zerão
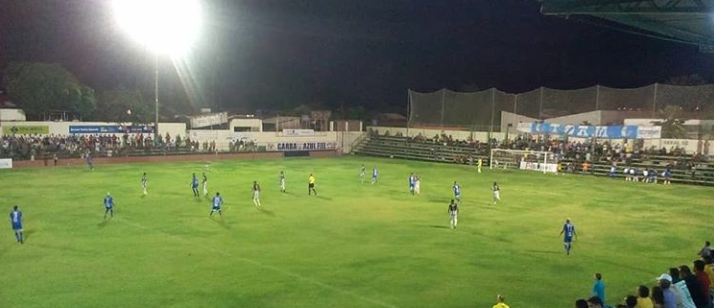
Zinho de Oliveira

### Outros estádios
Além dos estádios de mando usual, outros estádios foram utilizados devido a punições de perda de mando de campo impostas pelo Superior Tribunal de Justiça Desportiva ou por conta de problemas de interdição dos estádios usuais ou simplesmente por opção dos clubes em mandar seus jogos em outros locais, geralmente buscando uma melhor renda.

Agnaldo Bento (Porto Seguro)
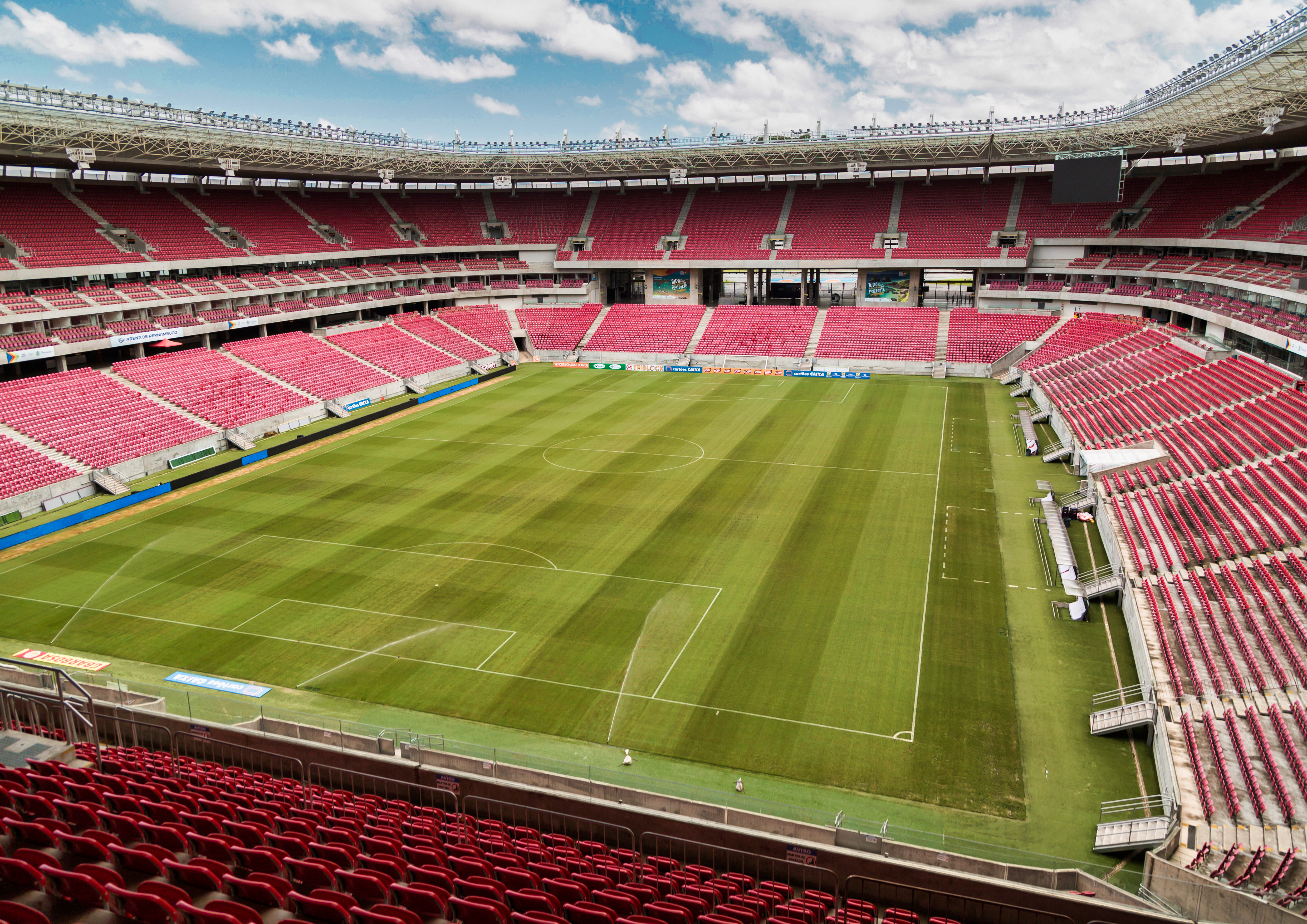
Arena de Pernambuco (São Lourenço da Mata)
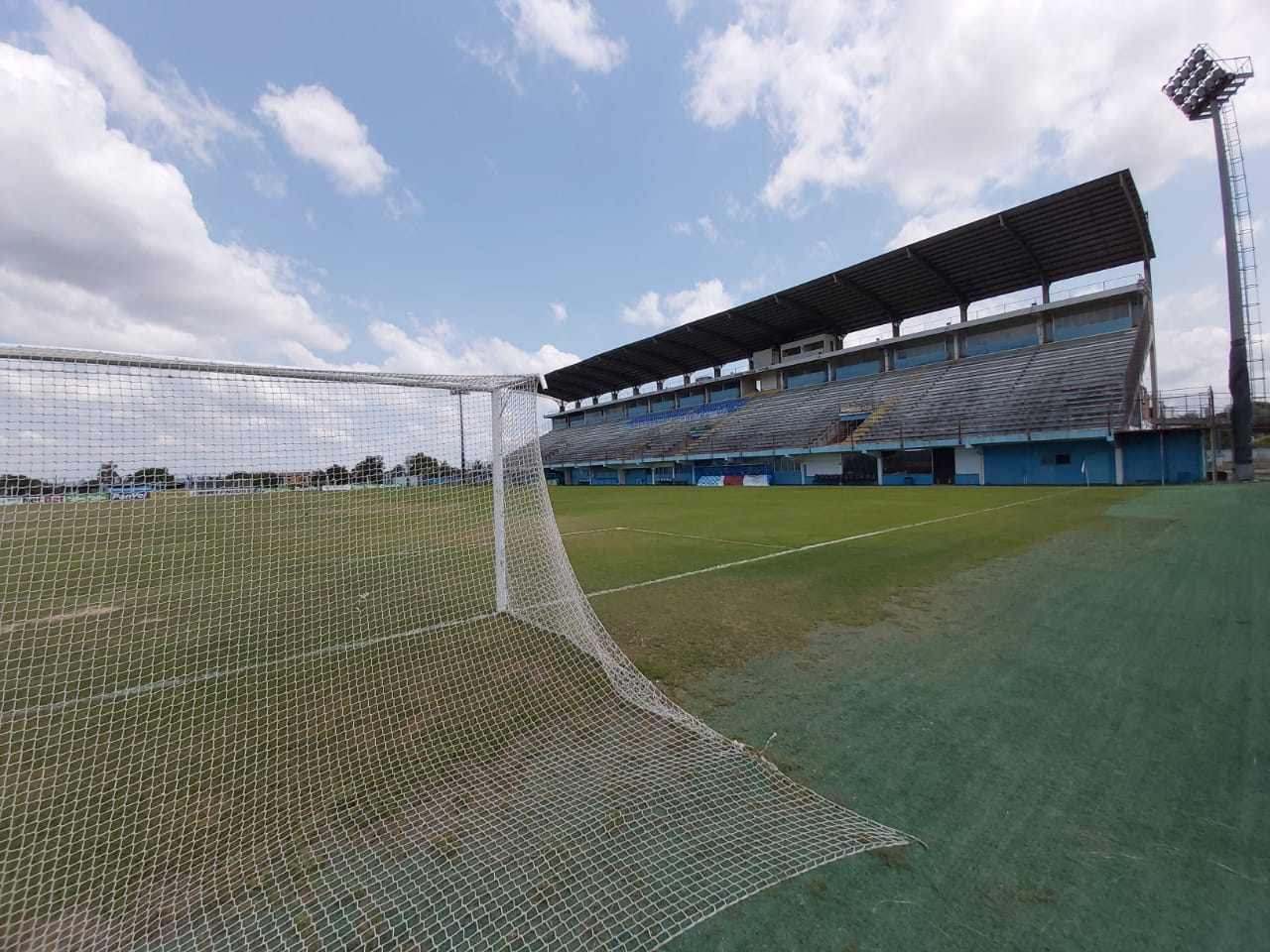
Estádio do Vale (Novo Hamburgo)
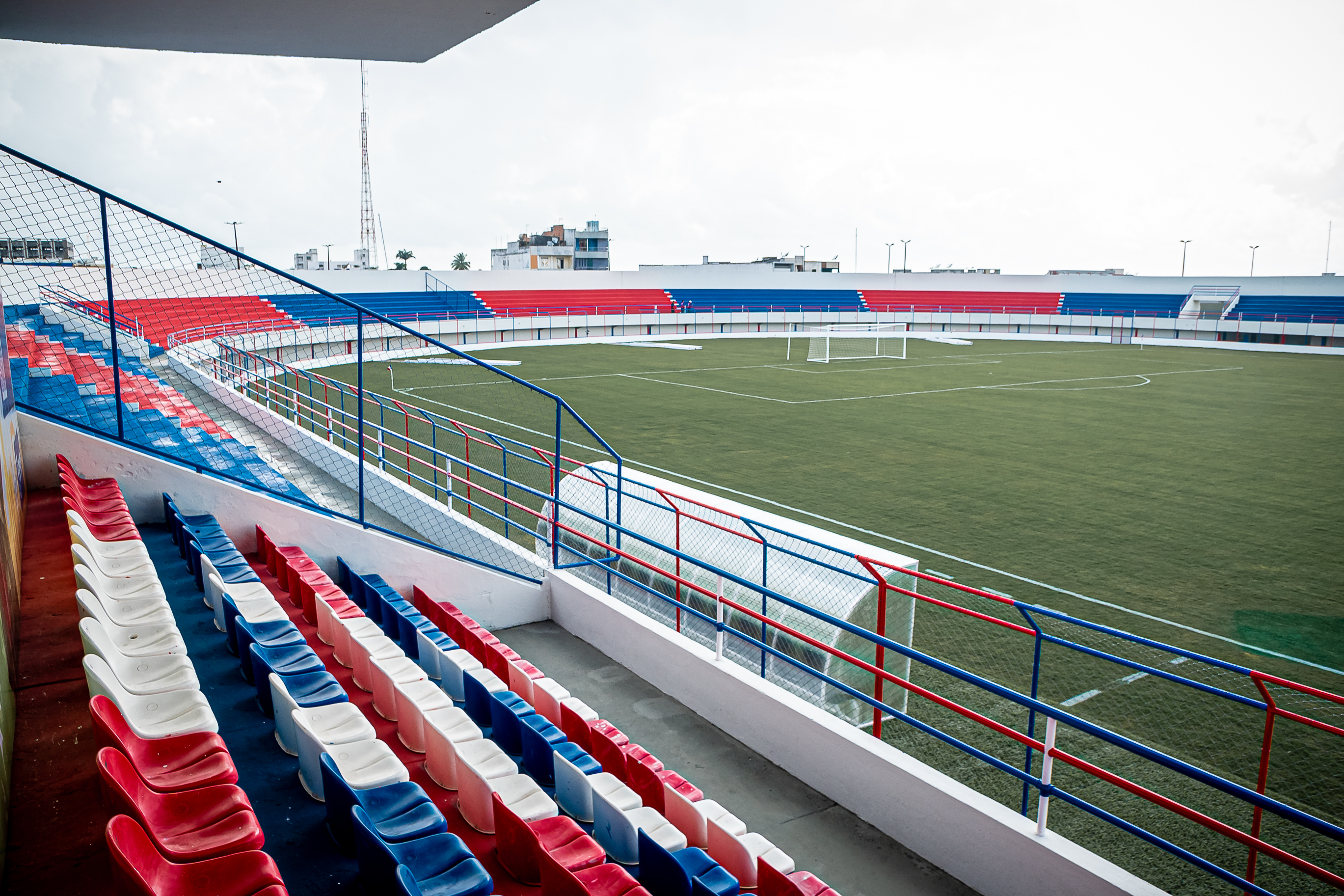
Etelvino Mendonça (Itabaiana)
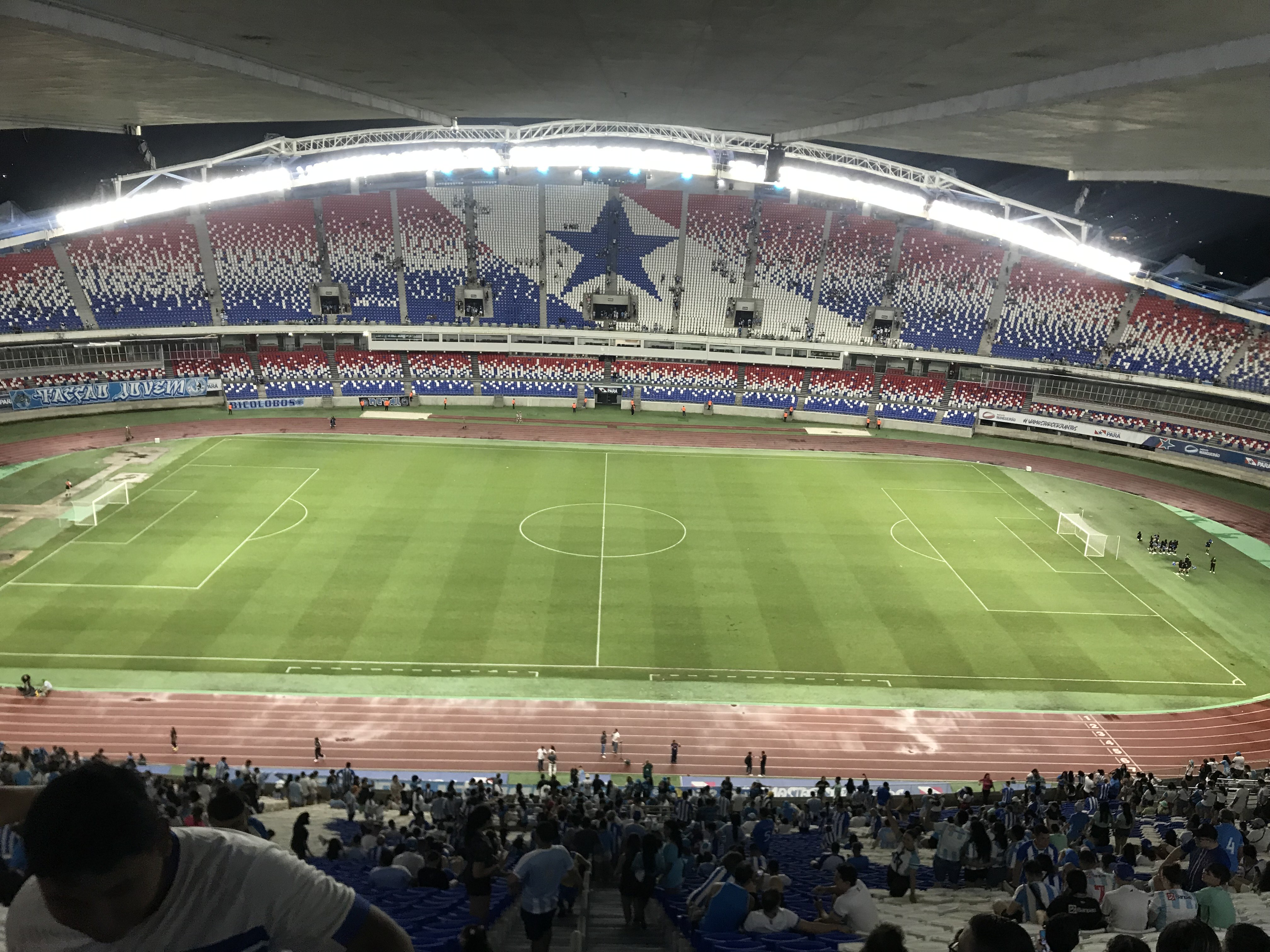
Mangueirão (Belém)

Ainda foram utilizados o Augusto Antunes (Santana), Carlos Zamith (Manaus), Lindolfo Monteiro (Teresina) e Sumaré (Cachoeiro do Itapemirim).

## Primeira fase
Em 27 de fevereiro, a Confederação Brasileira de Futebol (CBF) divulgou a tabela desta edição após um conselho técnico virtual.

### Grupo A1
| Pos | Equipe          | Pts | J  | V | E | D  | GP | GC | SG  | Classificado |     | TUN | MNA | MAN | IND | AGM | TRM | GAS | HUM |
| --- | --------------- | --- | -- | - | - | -- | -- | -- | --- | ------------ | --- | --- | --- | --- | --- | --- | --- | --- | --- |
| 1   | Tuna Luso       | 27  | 14 | 8 | 3 | 3  | 24 | 10 | +14 | Próxima fase |     | —   | 2–1 | 3–0 | 3–0 | 2–0 | 4–2 | 3–0 | 2–0 |
| 2   | Manauara        | 26  | 14 | 7 | 5 | 2  | 27 | 11 | +16 | Próxima fase |     | 3–0 | —   | 2–2 | 1–1 | 0–0 | 2–0 | 3–0 | 5–0 |
| 3   | Manaus          | 23  | 14 | 6 | 5 | 3  | 21 | 17 | +4  | Próxima fase |     | 2–1 | 1–1 | —   | 1–0 | 3–3 | 1–0 | 1–2 | 4–0 |
| 4   | Independência   | 21  | 14 | 6 | 3 | 5  | 18 | 19 | −1  | Próxima fase |     | 0–0 | 2–1 | 1–0 | —   | 0–2 | 2–2 | 4–1 | 0–1 |
| 5   | Águia de Marabá | 20  | 14 | 5 | 5 | 4  | 22 | 14 | +8  |              |     | 0–0 | 0–1 | 1–1 | 4–1 | —   | 0–2 | 1–0 | 6–0 |
| 6   | Trem            | 18  | 14 | 5 | 3 | 6  | 23 | 24 | −1  |              | 2–1 | 0–3 | 1–1 | 1–2 | 2–1 | —   | 1–3 | 5–1 |     |
| 7   | GAS             | 15  | 14 | 4 | 3 | 7  | 17 | 24 | −7  |              | 0–0 | 1–2 | 1–2 | 1–2 | 1–1 | 1–1 | —   | 2–1 |     |
| 8   | Humaitá         | 4   | 14 | 1 | 1 | 12 | 12 | 45 | −33 |              | 0–3 | 2–2 | 1–2 | 1–3 | 1–3 | 2–4 | 2–4 | —   |     |

### Grupo A2
| Pos | Equipe         | Pts | J  | V | E | D | GP | GC | SG  | Classificado |     | ALT | IMP | SAM | MAR | IGU | TCP | PNB | MRC |
| --- | -------------- | --- | -- | - | - | - | -- | -- | --- | ------------ | --- | --- | --- | --- | --- | --- | --- | --- | --- |
| 1   | Altos          | 26  | 14 | 7 | 5 | 2 | 22 | 14 | +8  | Próxima fase |     | —   | 1–1 | 1–1 | 0–1 | 2–1 | 1–1 | 4–2 | 1–0 |
| 2   | Imperatriz     | 24  | 14 | 7 | 3 | 4 | 17 | 15 | +2  | Próxima fase |     | 0–1 | —   | 1–0 | 1–0 | 2–1 | 4–0 | 3–2 | 0–0 |
| 3   | Sampaio Corrêa | 21  | 14 | 5 | 6 | 3 | 17 | 11 | +6  | Próxima fase |     | 2–2 | 3–0 | —   | 1–1 | 1–1 | 2–0 | 1–0 | 2–0 |
| 4   | Maranhão       | 19  | 14 | 4 | 7 | 3 | 18 | 12 | +6  | Próxima fase |     | 1–1 | 3–0 | 2–0 | —   | 1–1 | 2–3 | 1–1 | 3–0 |
| 5   | Iguatu         | 18  | 14 | 5 | 3 | 6 | 15 | 15 | 0   |              |     | 2–3 | 1–0 | 1–0 | 1–0 | —   | 0–1 | 3–0 | 2–1 |
| 6   | Tocantinópolis | 15  | 14 | 3 | 6 | 5 | 11 | 17 | −6  |              | 1–0 | 1–2 | 0–0 | 1–1 | 1–1 | —   | 0–0 | 2–2 |     |
| 7   | Parnahyba      | 14  | 14 | 3 | 5 | 6 | 16 | 22 | −6  |              | 0–2 | 0–0 | 2–2 | 2–2 | 2–0 | 1–0 | —   | 3–2 |     |
| 8   | Maracanã-CE    | 9   | 14 | 3 | 3 | 8 | 12 | 22 | −10 |              | 1–3 | 2–3 | 0–2 | 0–0 | 1–0 | 1–0 | 2–1 | —   |     |

1. ↑  O Maracanã foi punido com a perda de três pontos pelo Superior Tribunal de Justiça Desportiva por cantos homofóbicos da sua torcida no jogo contra o Iguatu.[15][16]

### Grupo A3
| Pos | Equipe              | Pts | J  | V | E | D | GP | GC | SG  | Classificado |     | AMN | STC | CEN | FAC | HOR | SCN | TRE | SOU |
| --- | ------------------- | --- | -- | - | - | - | -- | -- | --- | ------------ | --- | --- | --- | --- | --- | --- | --- | --- | --- |
| 1   | América de Natal    | 27  | 14 | 8 | 3 | 3 | 21 | 9  | +12 | Próxima fase |     | —   | 0–0 | 0–0 | 3–2 | 2–0 | 3–0 | 4–0 | 2–0 |
| 2   | Santa Cruz          | 27  | 14 | 8 | 3 | 3 | 20 | 10 | +10 | Próxima fase |     | 2–1 | —   | 0–1 | 3–1 | 4–0 | 1–1 | 3–0 | 2–0 |
| 3   | Central             | 26  | 14 | 7 | 5 | 2 | 15 | 7  | +8  | Próxima fase |     | 1–2 | 1–2 | —   | 2–1 | 1–0 | 1–0 | 1–0 | 1–1 |
| 4   | Ferroviário         | 18  | 14 | 5 | 3 | 6 | 15 | 19 | −4  | Próxima fase |     | 1–0 | 3–1 | 0–0 | —   | 1–0 | 3–1 | 1–1 | 0–0 |
| 5   | Horizonte           | 17  | 14 | 5 | 2 | 7 | 14 | 17 | −3  |              |     | 0–0 | 2–0 | 1–1 | 2–0 | —   | 4–2 | 0–1 | 2–1 |
| 6   | Santa Cruz de Natal | 17  | 14 | 5 | 2 | 7 | 13 | 20 | −7  |              | 1–2 | 0–0 | 0–2 | 1–2 | 1–0 | —   | 1–0 | 1–0 |     |
| 7   | Treze               | 13  | 14 | 4 | 1 | 9 | 7  | 20 | −13 |              | 1–2 | 0–1 | 0–3 | 1–0 | 0–2 | 1–2 | —   | 1–0 |     |
| 8   | Sousa               | 12  | 14 | 3 | 3 | 8 | 11 | 14 | −3  |              | 1–0 | 0–1 | 0–0 | 4–0 | 3–1 | 1–2 | 0–1 | —   |     |

### Grupo A4
| Pos | Equipe              | Pts | J  | V | E | D | GP | GC | SG  | Classificado |     | ASA | LAG | SER | JZE | UAC | JEQ | BFC | PEN |
| --- | ------------------- | --- | -- | - | - | - | -- | -- | --- | ------------ | --- | --- | --- | --- | --- | --- | --- | --- | --- |
| 1   | ASA                 | 31  | 14 | 9 | 4 | 1 | 27 | 8  | +19 | Próxima fase |     | —   | 1–0 | 2–2 | 3–0 | 2–2 | 4–2 | 4–0 | 1–0 |
| 2   | Lagarto             | 23  | 14 | 7 | 2 | 5 | 20 | 16 | +4  | Próxima fase |     | 0–0 | —   | 0–3 | 3–1 | 2–1 | 2–1 | 2–0 | 4–0 |
| 3   | Sergipe             | 22  | 14 | 6 | 4 | 4 | 16 | 10 | +6  | Próxima fase |     | 1–2 | 1–2 | —   | 0–0 | 0–0 | 1–0 | 4–1 | 2–0 |
| 4   | Juazeirense         | 22  | 14 | 6 | 4 | 4 | 12 | 15 | −3  | Próxima fase |     | 0–3 | 2–1 | 0–0 | —   | 1–0 | 2–1 | 1–1 | 1–0 |
| 5   | União-TO            | 19  | 14 | 5 | 4 | 5 | 14 | 16 | −2  |              |     | 0–4 | 1–0 | 2–0 | 1–0 | —   | 1–0 | 3–0 | 1–1 |
| 6   | Jequié              | 16  | 14 | 4 | 4 | 6 | 15 | 16 | −1  |              | 0–0 | 3–1 | 1–0 | 2–3 | 1–0 | —   | 0–0 | 0–0 |     |
| 7   | Barcelona de Ilhéus | 11  | 14 | 2 | 5 | 7 | 9  | 20 | −11 |              | 1–0 | 2–2 | 0–1 | 0–1 | 4–1 | 0–0 | —   | 0–1 |     |
| 8   | Penedense           | 8   | 14 | 1 | 5 | 8 | 5  | 17 | −12 |              | 0–1 | 0–1 | 0–1 | 0–0 | 1–1 | 2–4 | 0–0 | —   |     |

### Grupo A5
| Pos | Equipe            | Pts | J  | V  | E | D | GP | GC | SG  | Classificado |     | APA | CEI | LUV | MIX | CAP | GNA | GNS | GPV |
| --- | ----------------- | --- | -- | -- | - | - | -- | -- | --- | ------------ | --- | --- | --- | --- | --- | --- | --- | --- | --- |
| 1   | Aparecidense      | 32  | 14 | 10 | 2 | 2 | 32 | 12 | +20 | Próxima fase |     | —   | 2–0 | 4–1 | 0–0 | 2–1 | 3–1 | 2–1 | 7–0 |
| 2   | Ceilândia         | 28  | 14 | 8  | 4 | 2 | 23 | 14 | +9  | Próxima fase |     | 2–3 | —   | 1–0 | 2–1 | 1–0 | 1–0 | 2–0 | 3–0 |
| 3   | Luverdense        | 25  | 14 | 7  | 4 | 3 | 14 | 12 | +2  | Próxima fase |     | 3–1 | 2–2 | —   | 0–0 | 2–1 | 1–0 | 1–0 | 1–0 |
| 4   | Mixto             | 24  | 14 | 6  | 6 | 2 | 22 | 13 | +9  | Próxima fase |     | 0–0 | 1–1 | 0–1 | —   | 1–0 | 3–0 | 3–2 | 4–3 |
| 5   | Capital-DF        | 17  | 14 | 4  | 5 | 5 | 14 | 12 | +2  |              |     | 0–1 | 2–2 | 2–0 | 1–1 | —   | 0–0 | 1–1 | 3–0 |
| 6   | Goiânia           | 10  | 14 | 2  | 4 | 8 | 12 | 22 | −10 |              | 0–3 | 2–2 | 0–1 | 1–3 | 1–1 | —   | 0–1 | 2–0 |     |
| 7   | Goianésia         | 8   | 14 | 1  | 5 | 8 | 11 | 22 | −11 |              | 0–3 | 1–2 | 1–1 | 2–2 | 0–1 | 1–3 | —   | 1–1 |     |
| 8   | Gazin Porto Velho | 7   | 14 | 1  | 4 | 9 | 9  | 30 | −21 |              | 3–1 | 0–2 | 0–0 | 0–3 | 0–1 | 2–2 | 0–0 | —   |     |

### Grupo A6
| Pos | Equipe        | Pts | J  | V | E | D | GP | GC | SG  | Classificado |     | POR | RBC | AGS | MCA | POU | PVI | NVG | BVT |
| --- | ------------- | --- | -- | - | - | - | -- | -- | --- | ------------ | --- | --- | --- | --- | --- | --- | --- | --- | --- |
| 1   | Portuguesa    | 30  | 14 | 9 | 3 | 2 | 22 | 13 | +9  | Próxima fase |     | —   | 2–1 | 2–1 | 2–1 | 2–1 | 2–1 | 1–0 | 3–0 |
| 2   | Rio Branco-ES | 26  | 14 | 8 | 2 | 4 | 19 | 9  | +10 | Próxima fase |     | 0–0 | —   | 3–2 | 3–0 | 3–0 | 2–0 | 0–1 | 2–0 |
| 3   | Água Santa    | 21  | 14 | 6 | 3 | 5 | 20 | 18 | +2  | Próxima fase |     | 2–1 | 1–2 | —   | 1–1 | 2–3 | 0–0 | 2–1 | 2–0 |
| 4   | Maricá        | 19  | 14 | 5 | 4 | 5 | 14 | 14 | 0   | Próxima fase |     | 0–1 | 2–0 | 0–1 | —   | 1–0 | 2–1 | 1–1 | 1–0 |
| 5   | Pouso Alegre  | 17  | 14 | 5 | 2 | 7 | 13 | 18 | −5  |              |     | 2–0 | 1–0 | 0–2 | 1–1 | —   | 1–1 | 1–0 | 2–0 |
| 6   | Porto Vitória | 17  | 14 | 4 | 5 | 5 | 14 | 13 | +1  |              | 1–3 | 0–1 | 2–0 | 0–0 | 3–0 | —   | 1–1 | 2–0 |     |
| 7   | Nova Iguaçu   | 15  | 14 | 3 | 6 | 5 | 13 | 16 | −3  |              | 1–1 | 0–0 | 1–2 | 1–3 | 2–1 | 1–1 | —   | 2–1 |     |
| 8   | Boavista-RJ   | 9   | 14 | 2 | 3 | 9 | 9  | 23 | −14 |              | 2–2 | 0–2 | 2–2 | 2–1 | 1–0 | 0–1 | 1–1 | —   |     |

### Grupo A7
| Pos | Equipe           | Pts | J  | V | E | D | GP | GC | SG  | Classificado |     | ITL | CIA | GTB | FCC | UEC | MAZ | OCG | ITB |
| --- | ---------------- | --- | -- | - | - | - | -- | -- | --- | ------------ | --- | --- | --- | --- | --- | --- | --- | --- | --- |
| 1   | Inter de Limeira | 30  | 14 | 9 | 3 | 2 | 21 | 7  | +14 | Próxima fase |     | —   | 2–0 | 0–1 | 1–0 | 1–0 | 1–1 | 5–1 | 3–1 |
| 2   | Cianorte         | 22  | 14 | 6 | 4 | 4 | 22 | 17 | +5  | Próxima fase |     | 0–0 | —   | 2–3 | 3–0 | 3–2 | 2–0 | 1–0 | 3–1 |
| 3   | Goiatuba         | 22  | 14 | 6 | 4 | 4 | 21 | 16 | +5  | Próxima fase |     | 1–3 | 3–1 | —   | 0–0 | 1–1 | 1–1 | 2–0 | 0–0 |
| 4   | FC Cascavel      | 21  | 14 | 5 | 6 | 3 | 15 | 15 | 0   | Próxima fase |     | 2–0 | 2–1 | 1–4 | —   | 2–1 | 1–1 | 3–1 | 1–1 |
| 5   | Uberlândia       | 16  | 14 | 4 | 4 | 6 | 21 | 20 | +1  |              |     | 0–3 | 1–1 | 2–1 | 1–1 | —   | 2–0 | 2–3 | 4–0 |
| 6   | Monte Azul       | 14  | 14 | 3 | 5 | 6 | 13 | 18 | −5  |              | 0–1 | 1–1 | 3–2 | 0–1 | 2–1 | —   | 1–2 | 0–1 |     |
| 7   | Operário-MS      | 14  | 14 | 3 | 5 | 6 | 13 | 22 | −9  |              | 0–1 | 0–2 | 2–1 | 0–0 | 1–1 | 1–1 | —   | 1–1 |     |
| 8   | Itabirito        | 10  | 14 | 1 | 7 | 6 | 11 | 22 | −11 |              | 0–0 | 2–2 | 0–1 | 1–1 | 1–3 | 1–2 | 1–1 | —   |     |

### Grupo A8
| Pos | Equipe            | Pts | J  | V | E | D | GP | GC | SG  | Classificado |     | BRR | SJO | JOI | MDI | GBG | BPE | SLU | AZU |
| --- | ----------------- | --- | -- | - | - | - | -- | -- | --- | ------------ | --- | --- | --- | --- | --- | --- | --- | --- | --- |
| 1   | Barra-SC          | 26  | 14 | 8 | 2 | 4 | 20 | 10 | +10 | Próxima fase |     | —   | 1–1 | 1–0 | 2–1 | 3–0 | 0–1 | 3–0 | 1–0 |
| 2   | São José-RS       | 26  | 14 | 7 | 5 | 2 | 21 | 11 | +10 | Próxima fase |     | 3–3 | —   | 1–1 | 1–1 | 0–1 | 1–0 | 3–0 | 1–0 |
| 3   | Joinville         | 21  | 14 | 6 | 3 | 5 | 11 | 11 | 0   | Próxima fase |     | 2–1 | 0–2 | —   | 1–1 | 1–0 | 1–0 | 2–1 | 1–0 |
| 4   | Marcílio Dias     | 21  | 14 | 5 | 6 | 3 | 17 | 15 | +2  | Próxima fase |     | 1–0 | 0–0 | 1–0 | —   | 1–1 | 1–2 | 3–0 | 1–0 |
| 5   | Guarany de Bagé   | 19  | 14 | 5 | 4 | 5 | 11 | 14 | −3  |              |     | 0–2 | 1–0 | 2–1 | 3–3 | —   | 1–0 | 2–1 | 0–1 |
| 6   | Brasil de Pelotas | 16  | 14 | 5 | 1 | 8 | 11 | 12 | −1  |              | 1–0 | 1–3 | 1–0 | 1–2 | 0–0 | —   | 0–1 | 4–0 |     |
| 7   | São Luiz          | 13  | 14 | 4 | 1 | 9 | 10 | 20 | −10 |              | 0–2 | 1–2 | 0–1 | 3–0 | 1–0 | 1–0 | —   | 1–2 |     |
| 8   | Azuriz            | 13  | 14 | 3 | 4 | 7 | 6  | 14 | −8  |              | 0–1 | 1–3 | 0–0 | 1–1 | 0–0 | 1–0 | 0–0 | —   |     |

### Desempenho por rodada
Clubes que lideraram cada grupo ao final de cada rodada:
|          | 1   | 2   | 3   | 4   | 5   | 6   | 7   | 8   | 9   | 10  | 11  | 12  | 13  | 14  |     |
| Grupo A1 | TUN | TUN | MNA | TUN | TUN | MNA | MNA | MNA | MNA | TUN | MNA | TUN | MNA | TUN |     |
| Grupo A2 | IGU | IMP | MAR | ALT | ALT | ALT | ALT | IMP | ALT | ALT | ALT | ALT | ALT | ALT |     |
| Grupo A3 | CEN | STC | AMN | STC | STC | STC | STC | STC | STC | STC | STC | STC | CEN | AMN |     |
| Grupo A4 | ASA | ASA | ASA | ASA | ASA | ASA | ASA | ASA | ASA | ASA | ASA | ASA | ASA | ASA |     |
| Grupo A5 | MIX | CEI | CEI | CEI | CEI | APA | APA | APA | CEI | APA | APA | APA | APA | APA | APA |
| Grupo A6 | MCA | POU | RBC | POR | POR | POR | POR | POR | POR | POR | POR | POR | POR | POR |     |
| Grupo A7 | ITL | ITL | CIA | CIA | CIA | ITL | ITL | ITL | ITL | ITL | ITL | ITL | ITL | ITL |     |
| Grupo A8 | AZU | AZU | JOI | BRR | JOI | JOI | JOI | JOI | JOI | BRR | BRR | BRR | BRR | BRR |     |

Clubes que ficaram na última posição de cada grupo ao final de cada rodada:
|          | 1   | 2   | 3   | 4   | 5   | 6   | 7   | 8   | 9   | 10  | 11  | 12  | 13  | 14  |
| Grupo A1 | HUM | HUM | HUM | HUM | HUM | HUM | HUM | HUM | HUM | HUM | HUM | HUM | HUM | HUM |
| Grupo A2 | SAM | PNB | PNB | PNB | PNB | PNB | MRC | MRC | MRC | MRC | MRC | MRC | MRC | MRC |
| Grupo A3 | TRE | TRE | HOR | HOR | SCN | HOR | SOU | HOR | SOU | HOR | TRE | SOU | SOU | SOU |
| Grupo A4 | JZE | JZE | UAC | PEN | PEN | PEN | PEN | PEN | PEN | PEN | PEN | PEN | PEN | PEN |
| Grupo A5 | GNA | GNA | GNS | GNS | GNA | GNA | GNS | GPV | GNA | GNA | GPV | GPV | GPV | GPV |
| Grupo A6 | RBC | BVT | PVI | NVG | PVI | PVI | BVT | BVT | BVT | BVT | BVT | BVT | BVT | BVT |
| Grupo A7 | GTB | FCC | FCC | MAZ | MAZ | MAZ | OCG | OCG | OCG | ITB | ITB | ITB | ITB | ITB |
| Grupo A8 | GBG | SLU | GBG | BPE | BPE | BPE | BPE | GBG | GBG | GBG | BPE | BPE | AZU | AZU |

## Segunda fase
Em itálico, as equipes que possuem o mando de campo no primeiro jogo do confronto e em negrito as equipes classificadas.
| Equipe 1       | Total       | Equipe 2         | 1.º jogo | 2.º jogo |
| -------------- | ----------- | ---------------- | -------- | -------- |
| Maranhão       | 4–3         | Tuna Luso        | 4–1      | 0–2      |
| Manaus         | 2–2 (3–5 p) | Imperatriz       | 0–2      | 2–0      |
| Independência  | 2–8         | Altos            | 1–5      | 1–3      |
| Sampaio Corrêa | 1–2         | Manauara         | 1–1      | 0–1      |
| Juazeirense    | 1–3         | América de Natal | 1–1      | 0–2      |
| Ferroviário    | 0–3         | ASA              | 0–1      | 0–2      |
| Central        | 3–2         | Lagarto          | 1–0      | 2–2      |
| Sergipe        | 3–3 (4–5 p) | Santa Cruz       | 2–1      | 1–2      |
| Maricá         | 3–4         | Aparecidense     | 1–2      | 2–2      |
| Luverdense     | 0–3         | Rio Branco-ES    | 0–0      | 0–3      |
| Mixto          | 1–1 (4–3 p) | Portuguesa       | 1–0      | 0–1      |
| Água Santa     | 1–2         | Ceilândia        | 1–1      | 0–1      |
| Marcílio Dias  | 1–2         | Inter de Limeira | 0–0      | 1–2      |
| Goiatuba       | 3–2         | São José-RS      | 1–1      | 2–1      |
| FC Cascavel    | 0–4         | Barra-SC         | 0–1      | 0–3      |
| Joinville      | 1–5         | Cianorte         | 1–1      | 0–4      |

## Terceira fase
Em itálico, as equipes que possuem o mando de campo no primeiro jogo do confronto e em negrito as equipes classificadas.
| Equipe 1      | Total | Equipe 2         | 1.º jogo | 2.º jogo |
| ------------- | ----- | ---------------- | -------- | -------- |
| Imperatriz    | –     | América de Natal | 0–1      | –        |
| Maranhão      | –     | Central          | 2–1      | –        |
| Santa Cruz    | –     | Altos            | 1–1      | –        |
| Manauara      | –     | ASA              | 0–1      | –        |
| Goiatuba      | –     | Aparecidense     | 2–3      | –        |
| Rio Branco-ES | –     | Inter de Limeira | 0–1      | –        |
| Cianorte      | –     | Mixto            | 1–1      | –        |
| Ceilândia     | –     | Barra-SC         | 1–1      | –        |

## Estatísticas

### Artilharia
| Gols | Jogador          | Equipe        |
| ---- | ---------------- | ------------- |
| 10   | Ronaldy          | Tuna Luso     |
| 9    | Giovane Gomez    | São José-RS   |
| 9    | Marcelo Toscano  | ASA           |
| 8    | Ciel             | Ferroviário   |
| 8    | Diego Fernandes  | Rio Branco-ES |
| 8    | Jonas            | Trem          |
| 8    | Júnior Mandacaru | Altos         |

### Hat-tricks
| Jogador         | Clube           | Adversário          | Placar  | Data        | Ref.   |
| --------------- | --------------- | ------------------- | ------- | ----------- | ------ |
| Ronaldy         | Tuna Luso       | Humaitá             | 3–0 (F) | 19 de abril | [ 18 ] |
| Marcelo Toscano | ASA             | Barcelona de Ilhéus | 4–0 (C) | 24 de maio  | [ 19 ] |
| Daniel GTA      | Águia de Marabá | Humaitá             | 6–0 (C) | 7 de junho  | [ 20 ] |
| Macário         | Altos           | Independência       | 3–1 (C) | 9 de agosto | [ 21 ] |

### Público
Maiores públicos
Estes são os dez maiores públicos do campeonato:
| N.º | Público | Mandante         | Placar | Visitante        | Estádio             | Data         | Rodada   | Ref.   |
| --- | ------- | ---------------- | ------ | ---------------- | ------------------- | ------------ | -------- | ------ |
| 1   | 33 654  | Santa Cruz       | 2–1    | Sergipe          | Arena de Pernambuco | 9 de agosto  | 2.ª fase | [ 22 ] |
| 2   | 26 746  | Santa Cruz       | 3–1    | Ferroviário      | Arruda              | 1 de junho   | 7.ª      | [ 23 ] |
| 3   | 25 126  | Santa Cruz       | 4–0    | Horizonte        | Arruda              | 27 de abril  | 2.ª      | [ 24 ] |
| 4   | 24 441  | Santa Cruz       | 2–1    | América de Natal | Arruda              | 9 de maio    | 4.ª      | [ 25 ] |
| 5   | 15 613  | América de Natal | 2–0    | Juazeirense      | Arena das Dunas     | 10 de agosto | 2.ª fase | [ 26 ] |
| 6   | 15 029  | Santa Cruz       | 2–0    | Sousa            | Arruda              | 15 de junho  | 9.ª      | [ 27 ] |
| 7   | 13 689  | Santa Cruz       | 0–1    | Central          | Arruda              | 29 de junho  | 10.ª     | [ 28 ] |
| 8   | 12 356  | América de Natal | 0–0    | Santa Cruz       | Arena das Dunas     | 6 de julho   | 11.ª     | [ 29 ] |
| 9   | 9 916   | Joinville        | 1–1    | Cianorte         | Arena Joinville     | 3 de agosto  | 2.ª fase | [ 30 ] |
| 10  | 9 023   | Santa Cruz       | 3–0    | Treze            | Arena de Pernambuco | 27 de julho  | 14.ª     | [ 31 ] |

Menores públicos
Estes são os dez menores públicos do campeonato:
| N.º | Público | Mandante          | Placar | Visitante       | Estádio           | Data        | Rodada | Ref.   |
| --- | ------- | ----------------- | ------ | --------------- | ----------------- | ----------- | ------ | ------ |
| 1   | 7       | Humaitá           | 2–2    | Manauara        | Arena da Floresta | 15 de junho | 9.ª    | [ 32 ] |
| 2   | 13      | Humaitá           | 2–4    | GAS             | Arena da Floresta | 18 de maio  | 5.ª    | [ 33 ] |
| 3   | 14      | Gazin Porto Velho | 2–2    | Goiânia         | Aluizão           | 12 de julho | 12.ª   | [ 34 ] |
| 4   | 21      | Humaitá           | 1–3    | Águia de Marabá | Arena da Floresta | 1 de junho  | 7.ª    | [ 35 ] |
| 4   | 21      | Gazin Porto Velho | 0–3    | Mixto           | Aluizão           | 26 de julho | 14.ª   | [ 36 ] |
| 6   | 24      | Humaitá           | 2–4    | Trem            | Arena da Floresta | 6 de julho  | 11.ª   | [ 37 ] |
| 7   | 27      | São José-RS       | 1–1    | Marcílio Dias   | Passo d'Areia     | 27 de julho | 14.ª   | [ 38 ] |
| 8   | 28      | Porto Vitória     | 2–0    | Boavista-RJ     | Kleber Andrade    | 31 de maio  | 7.ª    | [ 39 ] |
| 9   | 29      | Humaitá           | 1–2    | Manaus          | Arena da Floresta | 20 de julho | 13.ª   | [ 40 ] |
| 10  | 34      | Gazin Porto Velho | 0–0    | Goianésia       | Aluizão           | 28 de junho | 10.ª   | [ 41 ] |
| 10  | 34      | Itabirito         | 1–2    | Monte Azul      | Castor Cifuentes  | 26 de julho | 14.ª   | [ 42 ] |

## Mudanças de técnicos
| Clube               | Antecessor               | Data                         | Última partida                    | Rod     | Pos          | Sucessor                   | Ref.            |
| ------------------- | ------------------------ | ---------------------------- | --------------------------------- | ------- | ------------ | -------------------------- | --------------- |
| Manauara            | Marcelo Vilar (interino) | 21 de abril                  | Manauara 1–1 Independência        | 1.ª     | 3.º (Gr. A1) | Luís Carlos Winck          | [ 43 ]          |
| Humaitá             | Kinho Brito (interino)   | 22 de abril                  | Humaitá 0–3 Tuna Luso             | 1.ª     | 8.º (Gr. A1) | Erismeu Silva              | [ 44 ]          |
| Goiânia             | William Campos           | 22 de abril                  | Goiânia 0–1 Luverdense            | 1.ª     | 8.º (Gr. A5) | Vinícius Munhoz            | [ 45 ] [ 46 ]   |
| Imperatriz          | Júnior Amorim            | 24 de abril                  | Imperatriz 0–1 Moto Club          | 1.ª     | 7.º (Gr. A2) | Jheimy Carvalho            | [ 47 ] [ 48 ]   |
| São Luiz            | Iarley                   | 27 de abril                  | Barra-SC 3–0 São Luiz             | 2.ª     | 8.º (Gr. A8) | Cristian de Souza          | [ 49 ] [ 50 ]   |
| Barcelona de Ilhéus | Adriano Souza            | 28 de abril                  | Barcelona de Ilhéus 2–2 Lagarto   | 2.ª     | 4.º (Gr. A4) | Carlos Rabello             | [ 51 ] [ 52 ]   |
| Horizonte           | Leandro Campos           | 28 de abril                  | Santa Cruz 4–0 Horizonte          | 2.ª     | 7.º (Gr. A3) | Adriano Albino (interino)  | [ 53 ] [ 54 ]   |
| Juazeirense         | Carlos Rabello           | 29 de abril                  | Sergipe 0–0 Juazeirense           | 2.ª     | 8.º (Gr. A4) | Leandro Campos             | [ 55 ] [ 56 ]   |
| Marcílio Dias       | Cristian de Souza        | 29 de abril                  | Guarany de Bagé 3–3 Marcílio Dias | 2.ª     | 5.º (Gr. A8) | Waguinho Dias              | [ 57 ] [ 58 ]   |
| União-TO            | Tiba (interino)          | 1 de maio                    | União-TO 1–1 Penedense            | 2.ª     | 6.º (Gr. A4) | Léo Goiano                 | [ 59 ]          |
| Guarany de Bagé     | Márcio Nunes             | 4 de maio                    | São Luiz 1–0 Guarany de Bagé      | 3.ª     | 8.º (Gr. A8) | Wiliam Campos              | [ 60 ] [ 61 ]   |
| Uberlândia          | Marcelo Caranhato        | 4 de maio                    | Uberlândia 2–3 Operário-MS        | 3.ª     | 7.º (Gr. A7) | Alexandre Lopes            | [ 62 ] [ 63 ]   |
| Goianésia           | Betinho                  | 4 de maio                    | Goianésia 0–3 Aparecidense        | 3.ª     | 8.º (Gr. A5) | Gian Rodrigues             | [ 64 ] [ 65 ]   |
| Parnahyba           | Arnaldo Lira             | 5 de maio                    | Parnahyba 0–2 Altos               | 3.ª     | 8.º (Gr. A2) | Betinho                    | [ 66 ] [ 67 ]   |
| Sousa               | Paulo Foiani             | 5 de maio                    | Treze 1–0 Sousa                   | 3.ª     | 7.º (Gr. A3) | Francisco Diá              | [ 68 ] [ 69 ]   |
| Sampaio Corrêa      | Gerson Gusmão            | 8 de maio                    | Sampaio Corrêa 0–2 Imperatriz     | 3.ª     | 4.º (Gr. A2) | Zé Augusto                 | [ 70 ]          |
| Capital-DF          | Roberto Fernandes        | 10 de maio                   | Capital-DF 1–1 Mixto              | 4.ª     | 5.º (Gr. A5) | Felipe Surian              | [ 71 ] [ 72 ]   |
| GAS                 | Emerson Almeida          | 11 de maio                   | Independência 4–1 GAS             | 4.ª     | 7.º (Gr. A1) | Chiquinho Viana            | [ 73 ] [ 74 ]   |
| Treze               | Felipe Surian            | 12 de maio                   | Horizonte 0–1 Treze               | 4.ª     | 5.º (Gr. A3) | Marcelo Vilar              | [ 72 ] [ 75 ]   |
| Manaus              | Júlio César Nunes        | 12 de maio                   | Tuna Luso 3–0 Manaus              | 4.ª     | 5.º (Gr. A1) | Renatinho Potiguar         | [ 76 ] [ 77 ]   |
| Jequié              | Alyson Dantas            | 13 de maio                   | Jequié 2–3 Juazeirense            | 4.ª     | 3.º (Gr. A4) | Erivaldo Oliveira          | [ 78 ] [ 79 ]   |
| Humaitá             | Erismeu Silva            | 16 de maio                   | Trem 5–1 Humaitá                  | 4.ª     | 8.º (Gr. A1) | Leandro Andrade (interino) | [ 80 ] [ 81 ]   |
| Porto Vitória       | Rodrigo Chagas           | 18 de maio                   | Porto Vitória 1–3 Portuguesa      | 5.ª     | 8.º (Gr. A6) | João Burse                 | [ 82 ] [ 83 ]   |
| Goiânia             | Vinícius Munhoz          | 24 de maio                   | Goiânia 1–3 Mixto                 | 6.ª     | 8.º (Gr. A5) | Guará                      | [ 84 ] [ 85 ]   |
| Pouso Alegre        | Emerson Ávila            | 25 de maio                   | Portuguesa 2–1 Pouso Alegre       | 6.ª     | 6.º (Gr. A6) | Elio Sizenando             | [ 86 ] [ 87 ]   |
| Penedense           | Jaelson Marcelino        | 25 de maio                   | Juazeirense 1–0 Penedense         | 6.ª     | 8.º (Gr. A4) | Rommel Vieira              | [ 88 ]          |
| Azuriz              | Cícero Júnior            | 25 de maio                   | Azuriz 0–0 Guarany de Bagé        | 6.ª     | 5.º (Gr. A8) | Itamar Schülle             | [ 89 ] [ 90 ]   |
| Itabirito           | Ricardo Drubscky         | 26 de maio                   | Inter de Limeira 3–1 Itabirito    | 6.ª     | 6.º (Gr. A7) | Felipe Conceição           | [ 91 ] [ 92 ]   |
| Sousa               | Francisco Diá            | 27 de maio                   | Sousa 0–1 Santa Cruz              | 6.ª     | 7.º (Gr. A3) | Tardelly Abrantes          | [ 93 ]          |
| Cianorte            | Renato Peixe             | 2 de junho                   | Cianorte 2–3 Goiatuba             | 7.ª     | 4.º (Gr. A7) | Rafael Ferro               | [ 94 ] [ 95 ]   |
| Goianésia           | Gian Rodrigues           | 5 de junho                   | Mixto 3–2 Goianésia               | 7.ª     | 8.º (Gr. A5) | Marcelo Froeder            | [ 96 ] [ 97 ]   |
| Operário-MS         | Leocir Dall'Astra        | 8 de junho                   | Inter de Limeira 5–1 Operário-MS  | 8.ª     | 8.º (Gr. A7) | Raphael Pereira            | [ 98 ] [ 99 ]   |
| Treze               | Marcelo Vilar            | 9 de junho                   | Central 1–0 Treze                 | 8.ª     | 6.º (Gr. A3) | William de Mattia          | [ 100 ] [ 101 ] |
| Barcelona de Ilhéus | Carlos Rabello           | 9 de junho                   | Sergipe 4–1 Barcelona de Ilhéus   | 8.ª     | 7.º (Gr. A4) | Paulo Sales                | [ 102 ] [ 103 ] |
| Uberlândia          | Alexandre Lopes          | 16 de junho                  | Cianorte 3–2 Uberlândia           | 9.ª     | 5.º (Gr. A7) | Cícero Júnior              | [ 104 ] [ 105 ] |
| São José-RS         | Gabardo Júnior           | 18 de junho                  | São José-RS 3–3 Barra-SC          | 9.ª     | 2.º (Gr. A8) | Sandro Resende             | [ 106 ] [ 107 ] |
| Azuriz              | Itamar Schülle           | 20 de junho                  | Guarany de Bagé 0–1 Azuriz        | 9.ª     | 6.º (Gr. A8) | Marcelo Caranhato          | [ 108 ] [ 109 ] |
| Jequié              | Erivaldo Oliveira        | 30 de junho                  | Jequié 0–0 Barcelona de Ilhéus    | 10.ª    | 3.º (Gr. A4) | Jonilson Veloso            | [ 110 ] [ 111 ] |
| Lagarto             | Alan Dotti               | 1 de julho                   | ASA 1–0 Lagarto                   | 10.ª    | 5.º (Gr. A4) | Agnaldo Liz                | [ 112 ] [ 113 ] |
| Água Santa          | Sérgio Guedes            | Rio Branco-ES 3–2 Água Santa | 3.º (Gr. A6)                      | 10.ª    | Alan Dotti   | [ 114 ] [ 115 ]            |                 |
| Tocantinópolis      | Reginaldo França         | 4 de julho                   | Imperatriz 4–0 Tocantinópolis     | 10.ª    | 6.º (Gr. A2) | Júnior Amorim              | [ 116 ] [ 117 ] |
| Ferroviário         | Tiago Zorro              | 14 de julho                  | Horizonte 2–0 Ferroviário         | 12.ª    | 5.º (Gr. A3) | Marcelo Vilar              | [ 118 ] [ 119 ] |
| América de Natal    | Moacir Júnior            | 18 de julho                  | América de Natal 0–0 Central      | 12.ª    | 3.º (Gr. A3) | Gerson Gusmão              | [ 120 ] [ 121 ] |
| FC Cascavel         | Tcheco                   | 2 de agosto                  | FC Cascavel 0–1 Barra-SC          | 2ª fase | 2ª fase      | César Bueno (interino)     | [ 122 ] [ 123 ] |

## Classificação geral
A classificação geral dá prioridade ao clube que avançou mais fases, e ao campeão, mesmo que tenha menor pontuação.
| Campeão (promovido à Série C em 2026)                    |                |    |    |    |   |   |    |    |     |
|                                                          |                | 0  |    |    |   |   |    |    |     |
| Vice-campeão (promovido à Série C em 2026)               |                |    |    |    |   |   |    |    |     |
|                                                          |                | 0  |    |    |   |   |    |    |     |
| Eliminados nas semifinais (promovidos à Série C em 2026) |                |    |    |    |   |   |    |    |     |
|                                                          |                | 0  |    |    |   |   |    |    |     |
|                                                          |                | 0  |    |    |   |   |    |    |     |
| Eliminados nas quartas de final                          |                |    |    |    |   |   |    |    |     |
|                                                          |                | 0  |    |    |   |   |    |    |     |
|                                                          |                | 0  |    |    |   |   |    |    |     |
|                                                          |                | 0  |    |    |   |   |    |    |     |
|                                                          |                | 0  |    |    |   |   |    |    |     |
| Eliminados na terceira fase                              |                |    |    |    |   |   |    |    |     |
|                                                          |                | 0  |    |    |   |   |    |    |     |
|                                                          |                | 0  |    |    |   |   |    |    |     |
|                                                          |                | 0  |    |    |   |   |    |    |     |
|                                                          |                | 0  |    |    |   |   |    |    |     |
|                                                          |                | 0  |    |    |   |   |    |    |     |
|                                                          |                | 0  |    |    |   |   |    |    |     |
|                                                          |                | 0  |    |    |   |   |    |    |     |
|                                                          | Goiás          | 0  |    |    |   |   |    |    |     |
| Eliminados na segunda fase                               |                |    |    |    |   |   |    |    |     |
| 17                                                       | Portuguesa     | 33 | 16 | 10 | 3 | 3 | 23 | 14 | +9  |
| 18                                                       | Tuna Luso      | 30 | 16 | 9  | 3 | 4 | 27 | 14 | +13 |
| 19                                                       | São José-RS    | 27 | 16 | 7  | 6 | 3 | 23 | 14 | +9  |
| 20                                                       | Manaus         | 26 | 16 | 7  | 5 | 4 | 23 | 19 | +4  |
| 21                                                       | Luverdense     | 26 | 16 | 7  | 5 | 4 | 14 | 15 | −1  |
| 22                                                       | Sergipe        | 25 | 16 | 7  | 4 | 5 | 19 | 13 | +6  |
| 23                                                       | Lagarto        | 24 | 16 | 7  | 3 | 6 | 22 | 19 | +3  |
| 24                                                       | Juazeirense    | 23 | 16 | 6  | 5 | 5 | 13 | 18 | −5  |
| 25                                                       | Água Santa     | 22 | 16 | 6  | 4 | 6 | 21 | 20 | +1  |
| 26                                                       | Joinville      | 22 | 16 | 6  | 4 | 6 | 12 | 16 | −4  |
| 27                                                       | Sampaio Corrêa | 22 | 16 | 5  | 7 | 4 | 18 | 13 | +5  |
| 28                                                       | Marcílio Dias  | 22 | 16 | 5  | 7 | 4 | 18 | 17 | +1  |
| 29                                                       | Independência  | 21 | 16 | 6  | 3 | 7 | 20 | 27 | −7  |
| 30                                                       | FC Cascavel    | 21 | 16 | 5  | 6 | 5 | 15 | 19 | −4  |
| 31                                                       | Maricá         | 20 | 16 | 5  | 5 | 6 | 17 | 18 | −1  |
| 32                                                       | Ferroviário    | 18 | 16 | 5  | 3 | 8 | 15 | 22 | −7  |

| Eliminados na primeira fase |                     |     |    |   |   |    |    |    |     |
| Pos                         | Equipes             | Pts | J  | V | E | D  | GP | GC | SG  |
| 33                          | Águia de Marabá     | 20  | 14 | 5 | 5 | 4  | 22 | 14 | +8  |
| 34                          | União-TO            | 19  | 14 | 5 | 4 | 5  | 14 | 16 | −2  |
| 35                          | Guarany de Bagé     | 19  | 14 | 5 | 4 | 5  | 11 | 14 | −3  |
| 36                          | Iguatu              | 18  | 14 | 5 | 3 | 6  | 15 | 15 | 0   |
| 37                          | Trem                | 18  | 14 | 5 | 3 | 6  | 23 | 24 | −1  |
| 38                          | Horizonte           | 17  | 14 | 5 | 2 | 7  | 14 | 17 | −3  |
| 39                          | Pouso Alegre        | 17  | 14 | 5 | 2 | 7  | 13 | 18 | −5  |
| 40                          | Santa Cruz de Natal | 17  | 14 | 5 | 2 | 7  | 13 | 20 | −7  |
| 41                          | Capital-DF          | 17  | 14 | 4 | 5 | 5  | 14 | 12 | +2  |
| 42                          | Porto Vitória       | 17  | 14 | 4 | 5 | 5  | 14 | 13 | +1  |
| 43                          | Brasil de Pelotas   | 16  | 14 | 5 | 1 | 8  | 11 | 12 | −1  |
| 44                          | Uberlândia          | 16  | 14 | 4 | 4 | 6  | 21 | 20 | +1  |
| 45                          | Jequié              | 16  | 14 | 4 | 4 | 6  | 15 | 16 | −1  |
| 46                          | GAS                 | 15  | 14 | 4 | 3 | 6  | 17 | 24 | −7  |
| 47                          | Nova Iguaçu         | 15  | 14 | 3 | 6 | 5  | 13 | 16 | −3  |
| 48                          | Tocantinópolis      | 15  | 14 | 3 | 5 | 6  | 11 | 17 | −6  |
| 49                          | Monte Azul          | 14  | 14 | 3 | 5 | 6  | 13 | 18 | −5  |
| 50                          | Parnahyba           | 14  | 14 | 3 | 5 | 6  | 16 | 22 | −6  |
| 51                          | Operário-MS         | 14  | 14 | 3 | 5 | 4  | 13 | 22 | −9  |
| 52                          | São Luiz            | 13  | 14 | 4 | 1 | 9  | 10 | 20 | −10 |
| 53                          | Treze               | 13  | 14 | 4 | 1 | 9  | 7  | 20 | −13 |
| 54                          | Azuriz              | 13  | 14 | 3 | 4 | 7  | 6  | 14 | −8  |
| 55                          | Sousa               | 12  | 14 | 3 | 3 | 8  | 11 | 14 | −3  |
| 56                          | Barcelona de Ilhéus | 11  | 14 | 2 | 5 | 7  | 9  | 20 | −11 |
| 57                          | Goiânia             | 10  | 14 | 2 | 4 | 8  | 12 | 22 | −10 |
| 58                          | Itabirito           | 10  | 14 | 1 | 7 | 6  | 11 | 22 | −11 |
| 59                          | Maracanã-CE         | 9   | 14 | 3 | 3 | 8  | 12 | 22 | −10 |
| 60                          | Boavista-RJ         | 9   | 14 | 2 | 3 | 9  | 9  | 23 | −14 |
| 61                          | Goianésia           | 8   | 14 | 1 | 5 | 8  | 11 | 22 | −11 |
| 62                          | Penedense           | 8   | 14 | 1 | 5 | 8  | 5  | 17 | −12 |
| 63                          | Gazin Porto Velho   | 7   | 14 | 1 | 4 | 9  | 9  | 30 | −21 |
| 64                          | Humaitá             | 4   | 14 | 1 | 1 | 11 | 12 | 45 | −33 |

|  |                           |
|  | Finalistas                |
|  | Eliminados nas semifinais |
|  | Eliminados nas quartas    |

|  |                        |
|  | Eliminados na 3.ª fase |
|  | Eliminados na 2.ª fase |
|  | Eliminados na 1.ª fase |

|  |                           |
|  | Finalistas                |
|  | Eliminados nas semifinais |
|  | Eliminados nas quartas    |

|  |                        |
|  | Eliminados na 3.ª fase |
|  | Eliminados na 2.ª fase |
|  | Eliminados na 1.ª fase |